# 山陽電気鉄道3000系電車
1. 3100編成充当のS特急の画像
2. 3550形の画像
3. 直通特急代走の画像

山陽電気鉄道3000系電車（さんようでんきてつどう3000けいでんしゃ）は、1964年から導入された山陽電気鉄道の通勤形電車である。
原型の3000系（3000形）、2000系の主電動機などを転用した3200系（3200形）、新造時より冷房装置を搭載する3050系（3050形）に大別される。合計133両が川崎車輛→川崎重工業兵庫工場で製造されたほか、かつては2000系や2300系から改造編入した付随車が15両在籍していた。
山陽電気鉄道では車両の形式称号について書類上は「クモハ」や「モハ」などの車種を示す記号を用いているが、車両番号で車種が判別できるため、通常は省略されている。このため、本記事の記述では、車種構成の項以外は基本的に省略し、必要に応じて (M'c) や (M) などの略記号を付して解説する。また、編成表記は神戸（西代・神戸三宮）方先頭車の車両番号で代表し、3030編成の様に表記する。

## 概要
神戸高速鉄道開業前の架線電圧は、山陽電鉄が直流1,500 Vであったが、乗り入れ先となる阪神電気鉄道と阪急電鉄は600 Vであったため、2000系では複電圧車として設計されていた。しかし、阪神・阪急の両社とも神戸高速鉄道開業までに架線電圧を1,500 Vに昇圧することが決定されたため、複電圧対応車両を用意する必要がなくなり、試行錯誤的に増備された2000系に代わる新たな標準車両を用意することとなった。
また、2000系は3両8編成が増備されたが、営業政策や運用上の様々な方針が変化した影響で同一仕様の編成が3編成であり、台車などの機器も複数種類存在し保守上扱いも難しい状況となったことから、仕様の統一と汎用性を重視した標準型車両として、神戸高速鉄道の開業と阪急・阪神との相互乗り入れを踏まえて1964年に登場したのが3000系である。
初期車はオールアルミ合金製という技術が評価され、1965年6月に鉄道友の会よりローレル賞を受賞した。

## 車両概説
本形式は製造時期によって差異が多数存在するため、本項では共通項目について述べる。

### 車体
車体は2000系3扉アルミ車を基本としつつ、各車の全長を神戸高速乗入れ各社に合わせて19 mに統一、側扉は山陽電鉄で初の両開き扉（扉幅1,300 mm）を採用した。当初の2編成はアルミ合金製であったが、以後の増備車では普通鋼製車体を採用、1981年には3050系で新工法のアルミ合金製車体を採用し、以後は新工法アルミ車が増備された。
運転室は床面を300 mm高めた高運転台式とし、前面両隅に曲面ガラスを使用したパノラミックウィンドウを採用して視界を拡大した。当時はモータリゼーションの進展による自動車の急増で踏切障害事故が増大した時期であり、乗務員の安全確保の観点から高運転台となった。日本国有鉄道（国鉄）の153系クハ153形500番台と同様の姿であるが、前面形状は2000系に合わせた設計となっており、153系とは異なる印象となった。なお、153系との共通箇所は曲面ガラスの寸法のみである。また、灯具については2000系アルミ車のレイアウトを踏襲してシールドビーム2灯式の前照灯を貫通扉上部に横並びで配し、標識灯を妻面左右窓上部端に設置する配置とした。

### 内装

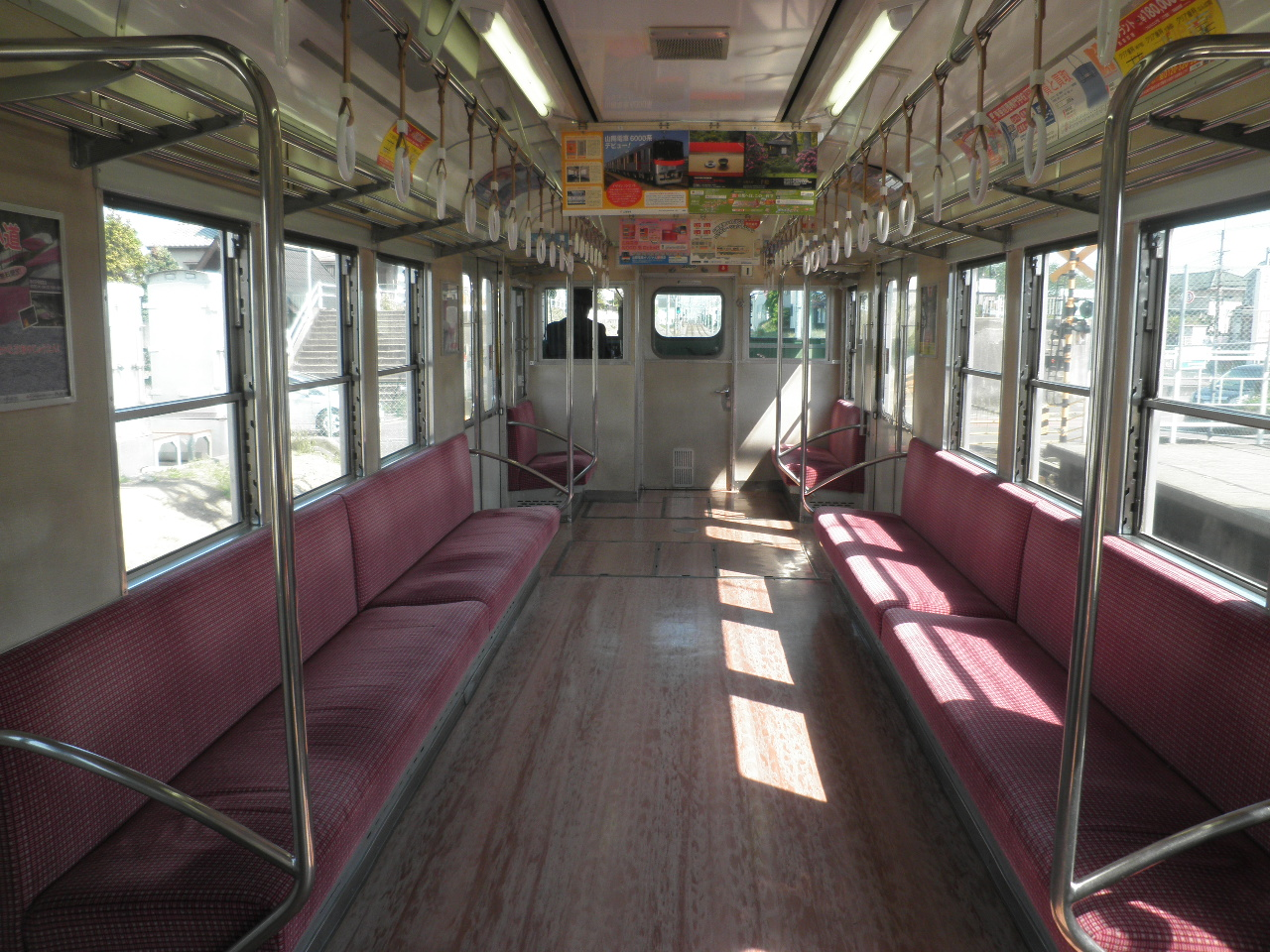
3000号車の車内。肘掛けの形状が異なるほか運転台後部にも座席がある

車内では、座席に270形以来の実績がある低座面のロングシートを採用、座席端にスタンションポールが設置されており、特急運用とラッシュ対策の両立を図った構成となっている。
乗務員室は運転席部分の奥行きが深くなっており、先頭車の側面窓配置が左右で異なっている。運転台側の側面には乗務員室の小窓と客室の戸袋窓が、車掌台側の側面には客室の2段窓が設けられている。

### 機器類
主制御器は1基で2両分8基の主電動機を制御する1C8M方式を採用、電動車 (M) に2基のパンタグラフと主制御器を、制御電動車 (M'c) に各種補機を、それぞれ集約分散搭載する。川崎電機製造/富士電機KMC-201（直列11段、並列9段、弱め界磁4段）をM車に搭載する。
主電動機は併用軌道区間廃止に伴う特急での4両編成運転を見据えて、MT比1：1でも2000系3両編成と同等以上の性能を確保するため、出力125 kWの三菱電機MB-3020Sを採用した。駆動装置は2000系のWNドライブを踏襲したが、歯車比は82:15 (5.47) に変更された。
MB-3020系主電動機は、1954年に登場した奈良電気鉄道（後の近鉄京都線）のデハボ1200形で最初に採用され、近畿日本鉄道（近鉄）でも一時期の標準電動機となった。山陽の3000系においても乗り入れ先の阪急・阪神両線での走行性能確保を考慮し、近鉄で多数の採用実績のあるMB-3020系が採用された。この主電動機は山陽の標準電動機として、1986年登場の回生ブレーキ車5000系まで使用されるロングセラーとなった。
台車は3000系アルミ車では軸梁式金属ばね台車を搭載したが、鋼製車からはウイングばね金属ばね台車が採用された。3050系の1973年以降の増備車より空気ばね台車が採用されている。
パンタグラフは中間電動車（M車）に2基を搭載する。3000形・3200形では菱形パンタグラフのPK-55であるが、3050系では集約分散式冷房装置の搭載に伴い、投影面積の小さなPK-57下枠交差式パンタグラフが搭載されている。PK-57は後にPK-60へ換装、続いてPK-80に変更された。
ブレーキは2000系までのARSE-D発電制動付き電磁自動空気ブレーキに代えて、日本エヤーブレーキ製HSC-D電磁直通ブレーキ（発電制動・応荷重装置付き）が採用された。

## 編成
基本編成は神戸方からM'c-M-T-Tcの4両編成で、T車を外した3両編成での運用も可能である。1980年代初頭まではT代用としてTcを挿入した4両編成も存在した。6両編成の場合は3両編成を2本併結して神戸方からM'c-M-Tc+M'c-M-Tcで組成するが、6両編成での営業運転は2001年まで対応しており、その際5000系6両編成の予備編成に限られていた。
なお、電動車ユニットのみ在籍する3200形は姫路方に3600形を連結してM'c-M-Tcの3両で1編成を構成する。主電動機の定格出力が低いため、全て3両編成で使用された。また、3050系のうち3100・3101のユニットは当初、他の3050系4両編成の神戸方に電動車ユニット2両を増結する目的で計画・製作されたが、営業運転では6両編成での運用実績がない。
| 3000 | 3000 | 3600 |
| M'c  | M    | Tc   |

| 3000 | 3000 | 3500 | 3600 |
| M'c  | M    | T    | Tc   |

| 3000 | 3000 | 3600 | 3600 |
| M'c  | M    | Tc   | Tc   |

| 3000 | 3000 | 3550 | 3600 |
| M'c  | M    | T    | Tc   |

| 3000 | 3001 | 3600 | 3002 | 3003 | 3601 |
| M'c  | M    | Tc   | M'c  | M    | Tc   |

| 3050 | 3050 | 3630 |
| M'c  | M    | Tc   |

| 3050 | 3050 | 3530 | 3630 |
| M'c  | M    | T    | Tc   |

| 3050 | 3050 | 3500 | 3630 |
| M'c  | M    | T    | Tc   |

| 3050 | 3050 | 3630 | 3050 | 3050 | 3630 |
| M'c  | M    | Tc   | M'c  | M    | Tc   |

| 3050 | 3050 | 3050 | 3630 |
| M'c  | M    | T    | Tc   |

| 3050 | 3050 | 3050 | 3050 | 3500 | 3630 |
| M'c  | M    | M'c  | M    | T    | Tc   |

| 3200 | 3200 | 3600 |
| M'c  | M    | Tc   |

## 系列別概説

### 3000系
神戸高速鉄道開業に伴う車両所要数の増大に対応して、3次に分けて1971年までに70両が製造された。
クモハ3000形 (M'c)
神戸方制御電動車（偶数車）
モハ3000形 (M)
中間電動車（奇数車）
クハ3600形 (Tc)
姫路方制御車
サハ3500形 (T)
付随車
サハ3550形 (T)
2000系等から編入の付随車
M車には主制御器と主抵抗器を装備、集電装置は菱形のPK-55形パンタグラフを2基搭載する。M'c車には補助電源は6 kVAの小型電動発電機（MG）を2台、空気圧縮機（CP）はC-1000LAを2台搭載し、1台が故障しても機能を保持できる。

#### 1次車（アルミ車）

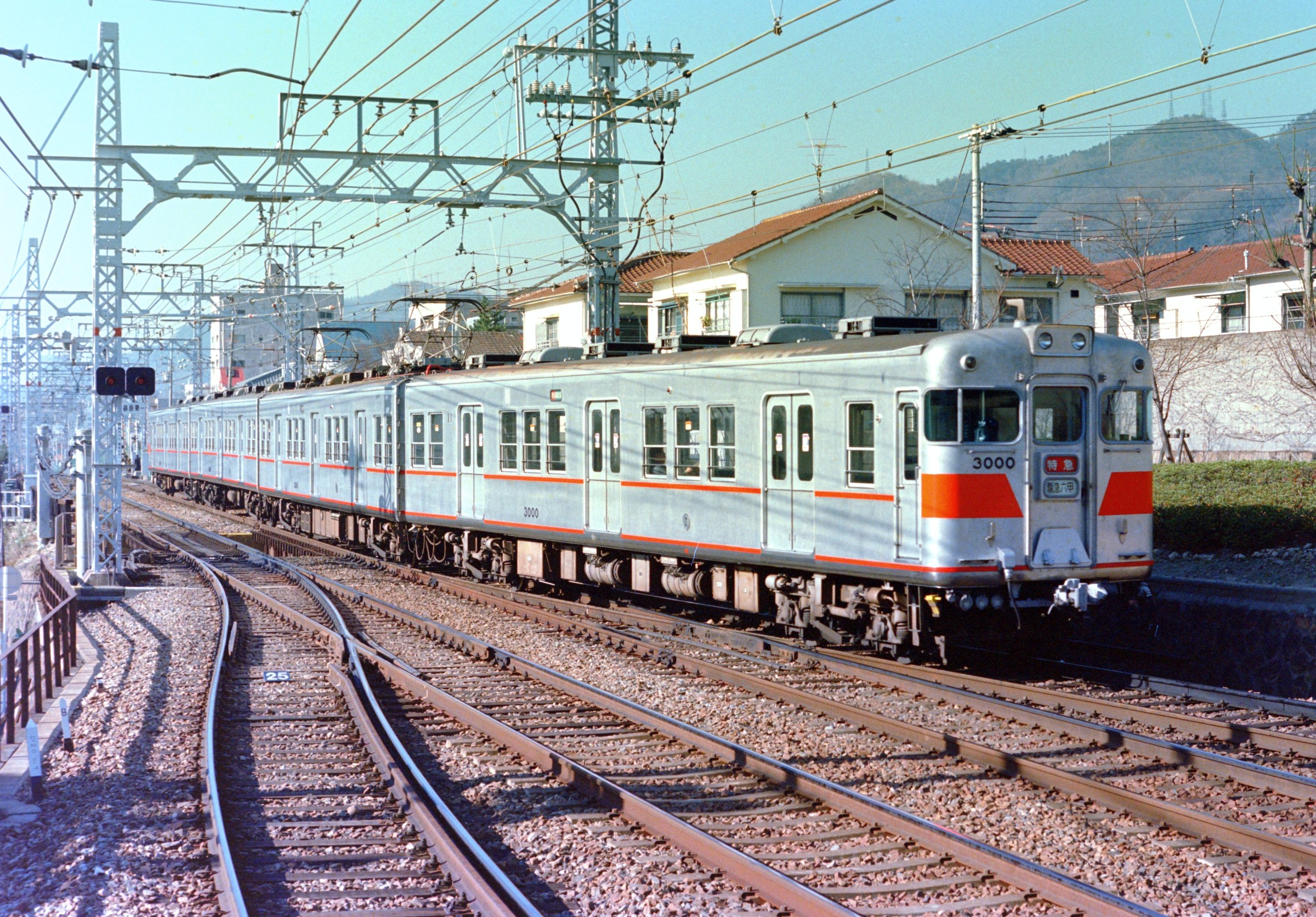
非冷房時代の3000編成（阪急六甲駅）
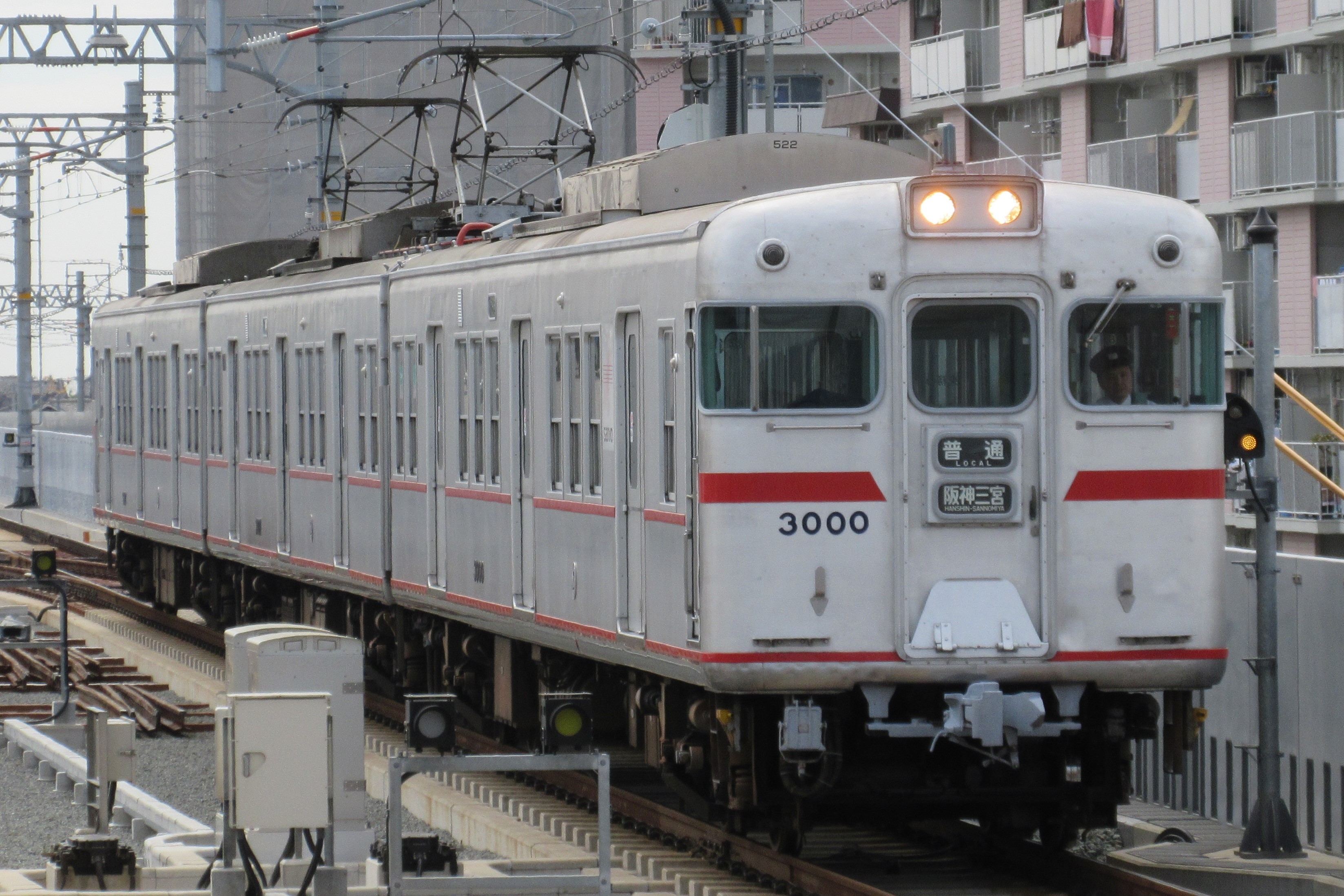
前面細帯復刻後の3000編成（西新町駅）

2000系のアルミ車2012編成とステンレス車2014編成の運用実績を比較検討した結果、軽量かつ保守に有利なアルミ車体を採用する方針となり、1964年12月に3000編成、1965年1月に3002編成がアルミ車体で製造された。当初は西代駅 - 兵庫駅間に併用軌道が存在したため、3両編成で運用されていた。
- 3000-3001-3600 (1964年12月24日竣工)
- 3002-3003-3601 (1965年1月23日竣工)

神戸高速鉄道開業直前の1968年3月には、鋼製2次車と同時にアルミ車体で2次車のサハ3500形2両が製造され、どちらも4両編成化されている。
2000系では各部にアルミ合金を採用したが、貫通路の桟板などアルミ合金製は不向きと判断された部品は元に戻されるなど、2000系での実用の経験が3000系で反映されている。
側窓の見付も2000系アルミ車に準じており、独立した2段窓が扉間に3個、車端部に2個配置されている。2段窓は上段下降・下段上昇で、上段の上下寸法が大きく、保護棒が設置された。前照灯ケースの形状も2012編成を踏襲している。
運転台妻面を含む腰板の上下に細い赤帯を配するが、前面窓下の帯は1986年に着色フィルムによる太い色帯に変更された。2015年に3000編成は1986年以前の前面スタイルに復元されている。
当初は2000系アルミ車と同様、車体にクリアラッカー塗装を行っていた。パンタグラフ摺板やブレーキシューからの異種金属粉付着による腐食、沿岸部の重工業地帯からの大気による化学的腐食の懸念があったためである。しかし、クリア塗装は年数の経過による褪色が発生したことや、車体の腐食も洗浄により問題にならないと確認されたこともあり、1972年に塗装は剥離された。以後のアルミ車も一部を除き無塗装である。車体側面には窓下にウロコ模様があったが、後年になり廃止された。
台車は2000系の設計を踏襲し、軸梁式金属ばね台車のOK-25B（電動車）・OK-21D（制御車）を採用した。後年に電動車は新調したKW-1Aに、制御車は2次車の付随車との振替でKW-2Aに換装されている。この振替で捻出されたOK台車は3619 - 3622に流用された。
1965年1月26日、メーカーの川崎車輛によるアルミ製車両宣伝映画撮影のため、新造間もない3000系アルミ車の3両編成2本を併結した6両編成（3000-3001-3600+3002-3003-3601）が組成され、西代から飾磨まで片道のみ運転された。
アルミ車の冷房化改造は1989年に3500・3501の2両で最初に実施され、3076・3078編成へ組み込み両編成が4両編成化された。続いて、3両編成に戻った3000・3002編成の2本も翌1990年に冷房化が実施されている。冷房装置は集中式のCU-71Sで、補助電源装置はTcに120 kVAの静止形インバータ（SIV）を搭載し、Mc車には6 kVAのMGが予備として1台存置された。

#### 2次車（鋼製車・アルミ車）

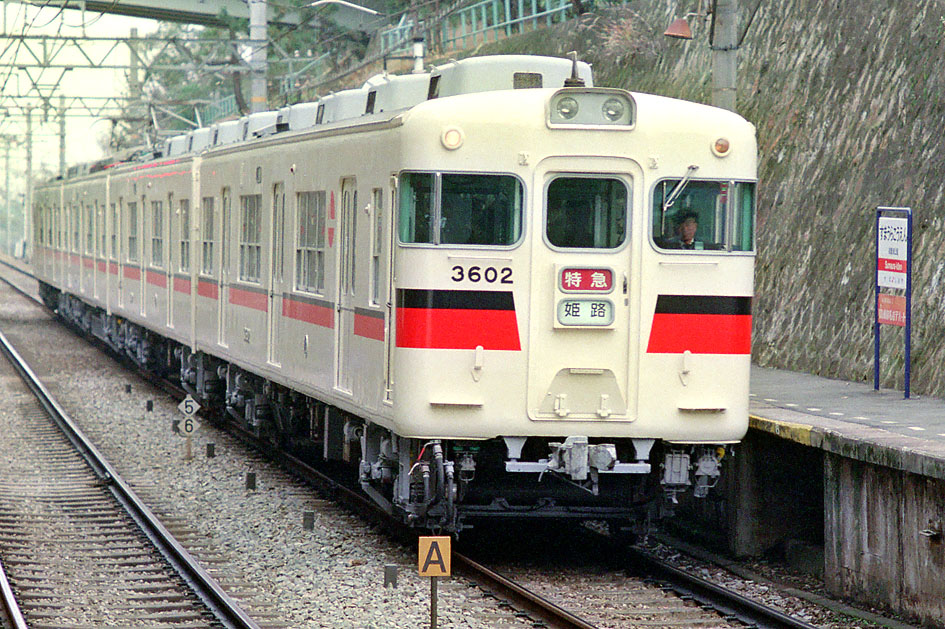
3000系2次車 3602号車（1987年 須磨浦公園駅）
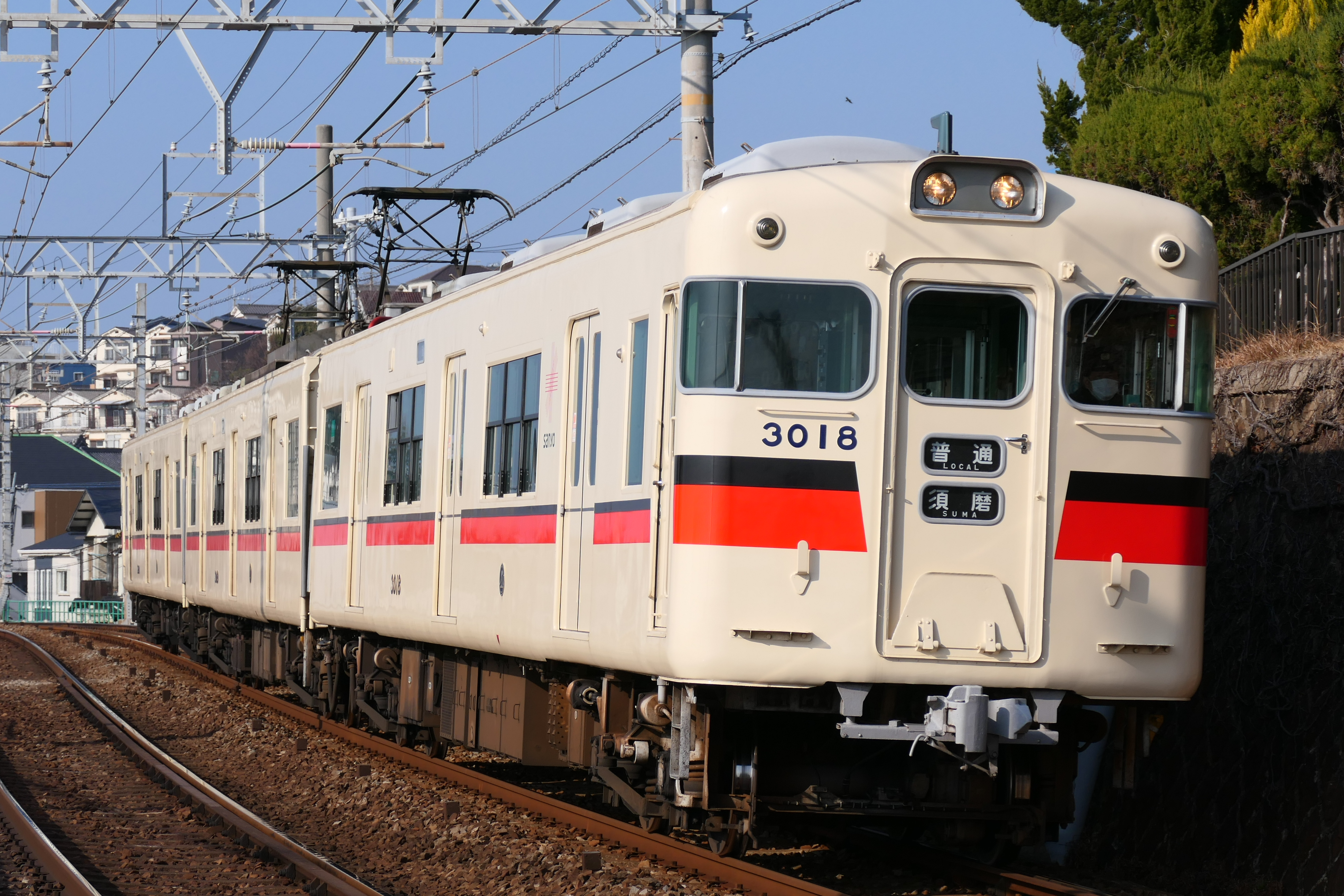
リニューアルされた後の3018編成（2021年1月 山陽塩屋駅 - 須磨浦公園駅間）
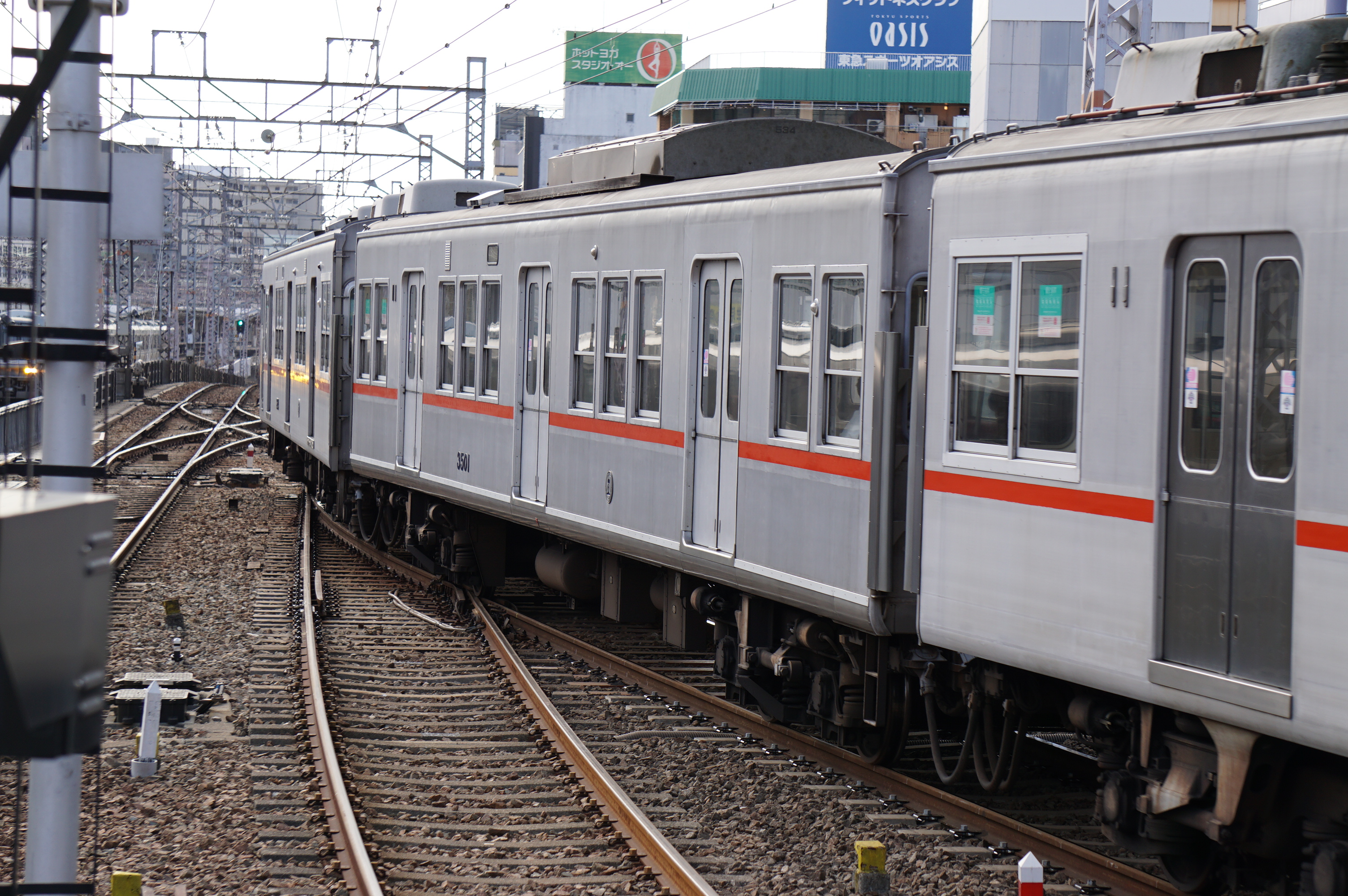
1968年増備のアルミ付随車3501号車（2018年）

1968年の神戸高速鉄道東西線乗り入れに備え、1967年から1968年にかけて、3両編成9本と付随車6両の計33両が量産された。
- 3004-3005-3602 (1967年4月7日竣工)
- 3006-3007-3603 (1967年4月7日竣工)
- 3008-3009-3604 (1967年4月7日竣工)
- 3010-3011-3605 (1967年9月20日竣工)
- 3012-3013-3606 (1967年10月12日竣工)
- 3014-3015-3607 (1967年10月12日竣工)
- 3016-3017-3608 (1968年1月8日竣工)
- 3018-3019-3609 (1968年1月18日竣工)
- 3020-3021-3610 (1968年3月7日竣工)
- 3500・3501・3502・3503・3504・3505 (1968年3月7日竣工)

神戸高速鉄道開業までの短期間の大量増備のため、車体はコストダウンのため3500・3501を除いて普通鋼製となっている。外観は側窓は扉間3連・車端部2連のユニット連窓構造となっており、窓幅は800 mmである。車内は先頭車の運転台直後の2人掛け座席を廃止し立席スペースに変更、室内灯のグローブも省略された。このほか側出入口と座席間の立席スペースの拡張、出入口部への吊り革の設置も行われており、混雑緩和とメンテナンスフリーに努めた設計とされている。3500と3501は組み込む車両の都合上、車体設計は1次車に準じたものとなっているが、車内については2次車に準じた設計変更が行われており、こちらも2次車に分類される。
台車はウィングばね式金属ばね台車の川崎車輛KW-1 (M・M'c車) ・KW-2 (Tc・T車) となったが、その他の機器類等は1次車からの変更はない。製造直後に3500・3501は1次車の制御車と交換する形でOK-21Dに換装されている。
鋼製車は塗装が施され、当時の標準色であったネイビーブルーとクリームイエローの2色塗り分けとされた。
後年、3500・3501の2両は塗装されて3060・3062編成へ一時組み込まれた後、塗装を剥離して再度3000・3002編成へ戻った。その後再び3076・3078編成に組み込まれている。

#### 3次車（鋼製車）

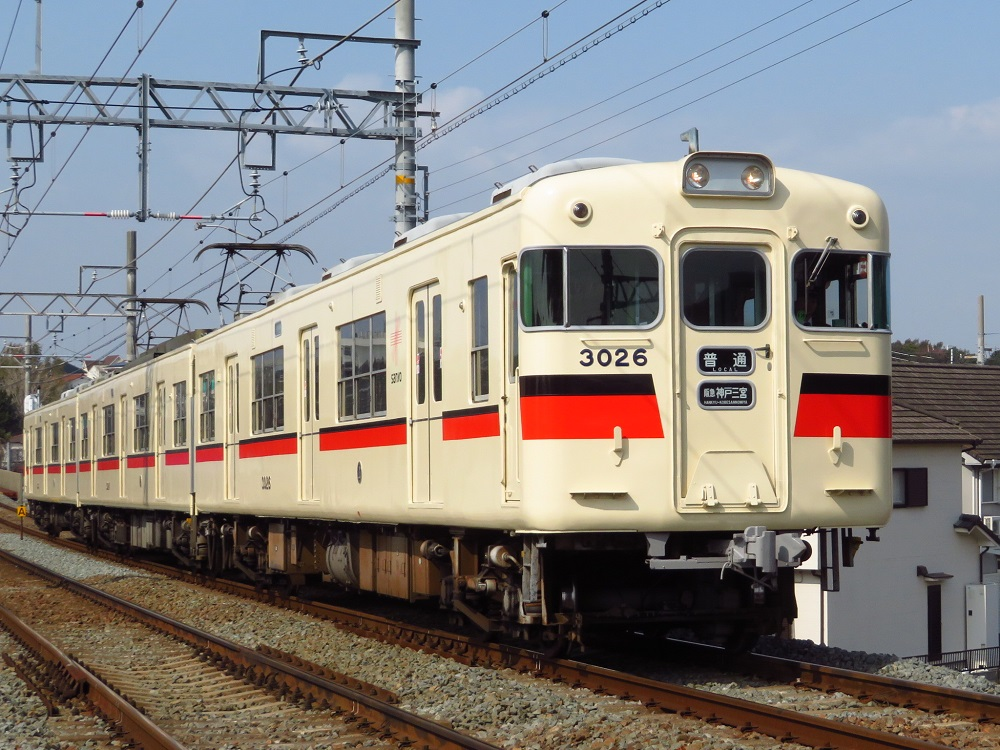
3000系 3次車 3026（2019年2月 藤江駅 - 中八木駅間）
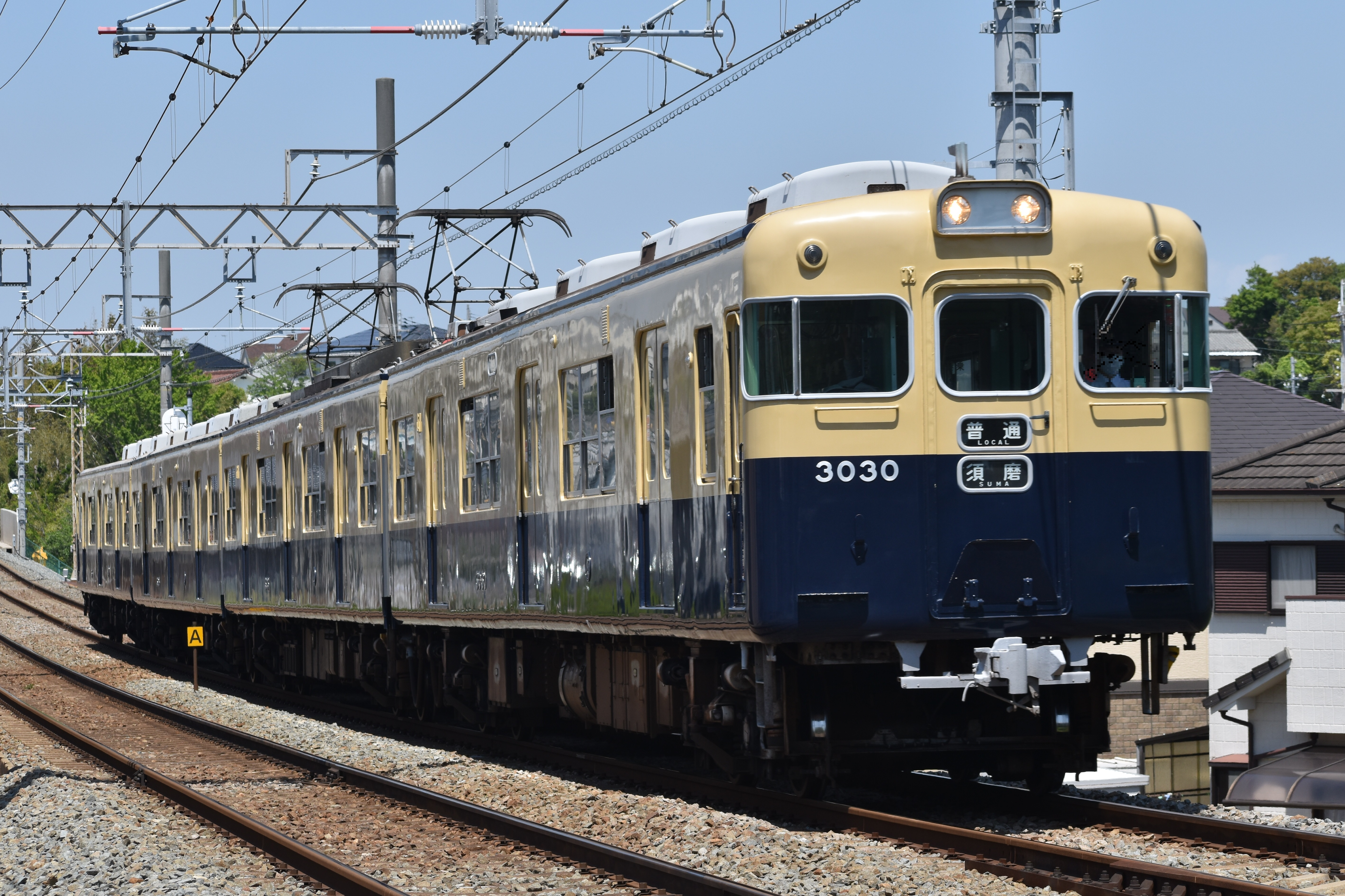
旧塗装リバイバルの3030編成（2021年5月 藤江駅 - 中八木駅間）
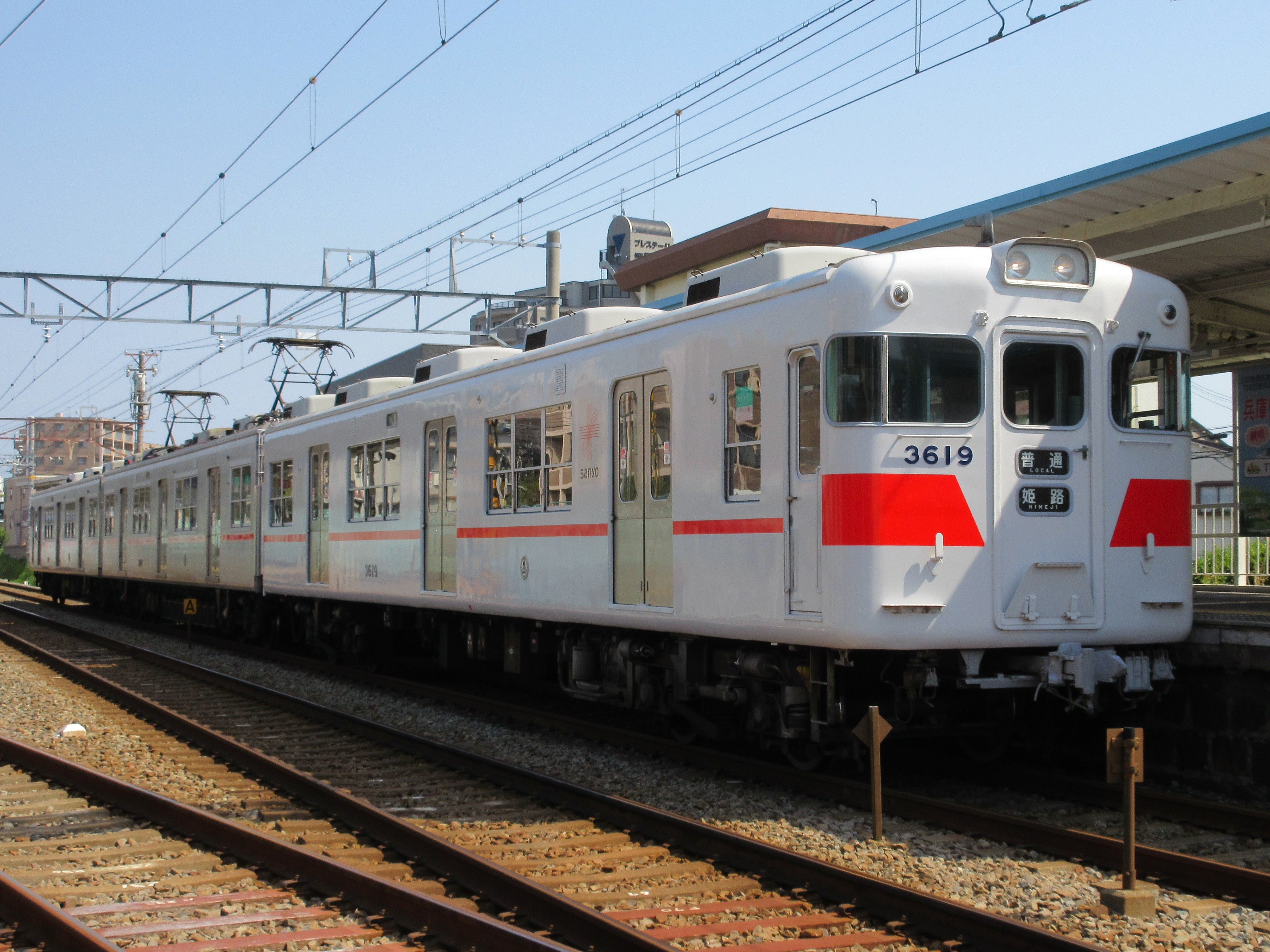
アルミ車に合わせた灰色塗装の3600形3619号車（藤江駅）

1968年12月にTc車の3611 - 3615が増備され、全編成が4両編成となった。T車ではなくTc車が増備されたのは、後述する3550形の改造編入が既に計画されていたためである。
- 3611 (1968年12月27日竣工)
- 3612・3613・3614・3615 (1968年12月26日竣工)

このグループから前面に手動、側面に電動の行先表示幕が設けられ、車外スピーカーも両側面に片側2つずつ設置された。方向幕は指令器をMc車に設ける計画のため、登場当初は不使用であった。屋根はビニール張りから樹脂加工に変更されている。
床面高さは2次車より40 mm高くなり、側面の幕板部分が狭くなっている。2次車以前あるいは3050系3次車以降と混結される場合は床面高さを低く合わせるため、その際は編成内で屋根高さが不揃いとなる。2次車では連結器胴受部分の車体裾が切り欠かれていたが、3次車前期型では出っ張りがあり、貫通路の位置が高くなった後期型の3028編成以降では一直線になっている。
行先表示幕や車外スピーカーは1・2次車にも追加設置されたが、前面の方向幕部が突出しており、車外スピーカーも片側あたり1箇所のみであることが3次車との相違点である。1・2次車で方向幕が突出しているのは、貫通扉を開いた際に乗務員室の車掌台側の機器と競合するのを防ぐためである。
1969年には3両編成5本と3032-3033の1ユニットが製造された。電動車にも方向幕が設けられ、M車の屋根はパンタグラフ設置部のみ110 mm下げた低屋根とした。この間、メーカーの川崎車輌は川崎航空機とともに1969年4月に川崎重工業に合併している。
- 3022-3023-3616 (1969年3月26日竣工)
- 3024-3025-3617 (1969年3月26日竣工)
- 3026-3027-3618 (1969年3月26日竣工)
- 3028-3029-3619 (1969年11月8日竣工)
- 3030-3031-3620 (1969年11月8日竣工)
- 3032-3033 (1969年11月8日竣工)

1970年には3034 - 3037と3621、1971年には3506 - 3508と3622が製造された。
- 3034-3035 (1970年10月1日竣工)
- 3036-3037 (1970年10月1日竣工)
- 3621 (1970年10月1日竣工)
- 3622 (1971年5月1日竣工)
- 3506・3507・3508 (1971年5月4日竣工)

3600形のうち3619 - 3622の4両では、第1次アルミ車の台車交換で発生したOK-25Bを転用・装着されていたが、後に3619と3618の間で振り替えを行っている。3619は1983年に3100・3101のユニットと3両編成を組成、塗装や連結器など各部の改造が行われた（後述）。

#### 3550形

##### 2000系編入車
1969年から翌年にかけて、複電圧車のため制御器が複雑で保守に手間が掛かっていた2000系のうち、2扉転換クロスシートの鋼製車3編成9両を3000系の付随車に編入する改造が実施された。この改造で3550 - 3558の9両が登場、改造元の車種と運転台の方向により3形態が存在する。
| 方向              | ← 神戸姫路 → | ← 神戸姫路 → | ← 神戸姫路 → |
| 新車種 （旧車種） | T (Mc)       | T (T)        | T (Mc)       |
| 新番号 （旧番号） | 3551 (2004)  | 3550 (2503)  | 3552 (2005)  |
| 新番号 （旧番号） | 3554 (2006)  | 3553 (2502)  | 3555 (2007)  |
| 新番号 （旧番号） | 3557 (2002)  | 3556 (2504)  | 3558 (2003)  |

ブレーキ装置はHSCに変更、旧Mc車は電装解除、旧乗務員室は客室化された。3扉化、座席はロングシート化、非貫通前面への貫通路設置、既存貫通路の狭幅化などが実施され、側面には電動式行先表示器と車外スピーカーも設置された。台車は元Mc車がOK-15、元T車がOK-21である。
3553 - 3558の6両は1979年より冷房化改造が実施されたが、残る3両は改造が見送られた。3550は1990年に救援車1500に改造された。2000系改造の3550形は、2003年までに全廃となった。

##### 2300系編入車

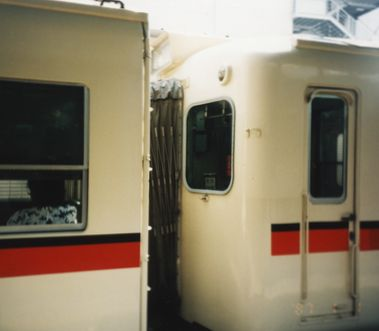
2300系編入車の旧先頭部（右）

1998年のダイヤ改正に伴う4両編成運用の増加に対応するため、2300系の3両編成2本が3000系の付随車として改造編入された。この改造で3560 - 3565の6両が登場している。車番は3560番台で、形式は同じ3550形となっているが、3560形と分類する例もある。冷房化は2300系時代に実施されている。
| 方向              | ← 神戸姫路 → | ← 神戸姫路 → | ← 神戸姫路 → |
| 新車種 （旧車種） | T (M'c)      | T (M)        | T (Tc)       |
| 新番号 （旧番号） | 3560 (2300)  | 3562 (2301)  | 3564 (2600)  |
| 新番号 （旧番号） | 3561 (2302)  | 3563 (2303)  | 3565 (2601)  |

Mc・Tc車は中間車となったが、乗務員室の本格的な撤去や客室化は見送られ、運転台の一部機器類の撤去に留められており、妻面扉と仕切り扉により乗務員室を閉鎖して貫通路を確保している。旧M車は2700系から2300系への高性能化改造の際に2700系時代の運転台を撤去、客室化済みである。
電装解除されたMc・M車の床下機器は主制御器と抵抗器が撤去され、付随車として必要なもののみが残された。台車は元M'c・M車が種車のKW-1Bを付随車用に変更したKW-2B、元Tc車は種車のままのKW-2Bである。
これらは2003年以降、4連運用の大幅な削減により全て編成から外れ、2004年末までに全車廃車となった。

### 3200系
2000系の主電動機と駆動装置を流用した車両群で、1969年に登場した。当初より3200形として新造されたグループと、3000系の主電動機換装で3200形に編入されたグループに大別される。8編成が製造された2000系のうち、新造車3編成・編入車3編成の6編成12両分の主電動機・駆動装置が転用されたことになる。なお、4両編成では加速性能不足になることから、3600形Tc車との3両編成のみで使用された。
クモハ3200形 (Mc)
神戸方制御電動車（偶数車）
モハ3200形 (M)
中間電動車（奇数車）

#### 新造車

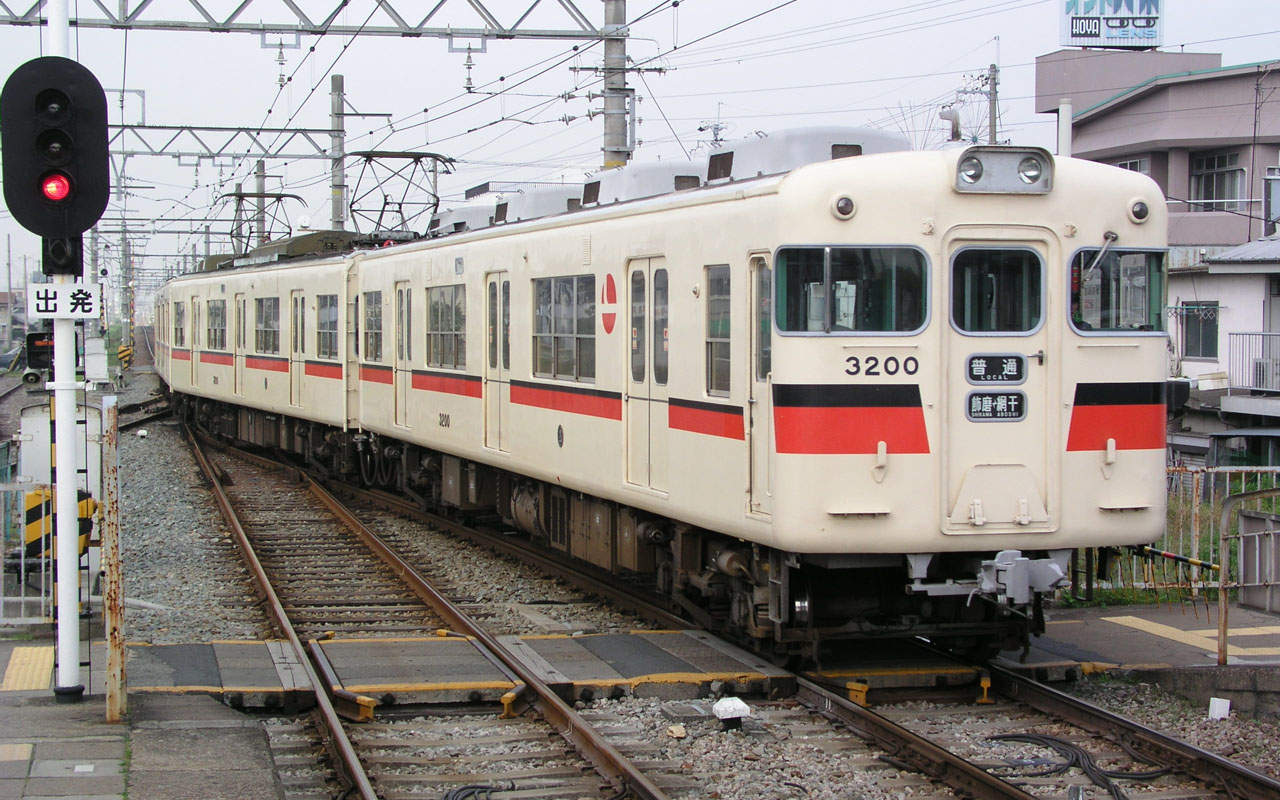
3200系新造車の3200編成

1969年から1970年にかけて、3000系3次車の新造と並行して、2000系の3550形への改造で発生した2002 - 2007の主電動機・駆動装置を転用して新造した。車体や制御器・補機類等は3000系3次車と同仕様である。台車は主電動機支持架をMB-3037対応としたKW-1Bが採用されている。
- 3200-3201 (1969年12月27日竣工)
- 3202-3203 (1970年8月1日竣工)
- 3204-3205 (1970年10月1日竣工)

制御車として3600形3620 - 3622を新造し、これらを組み合わせていたが、2018年2月の3204編成運用終了をもって消滅した。

#### 改造編入車

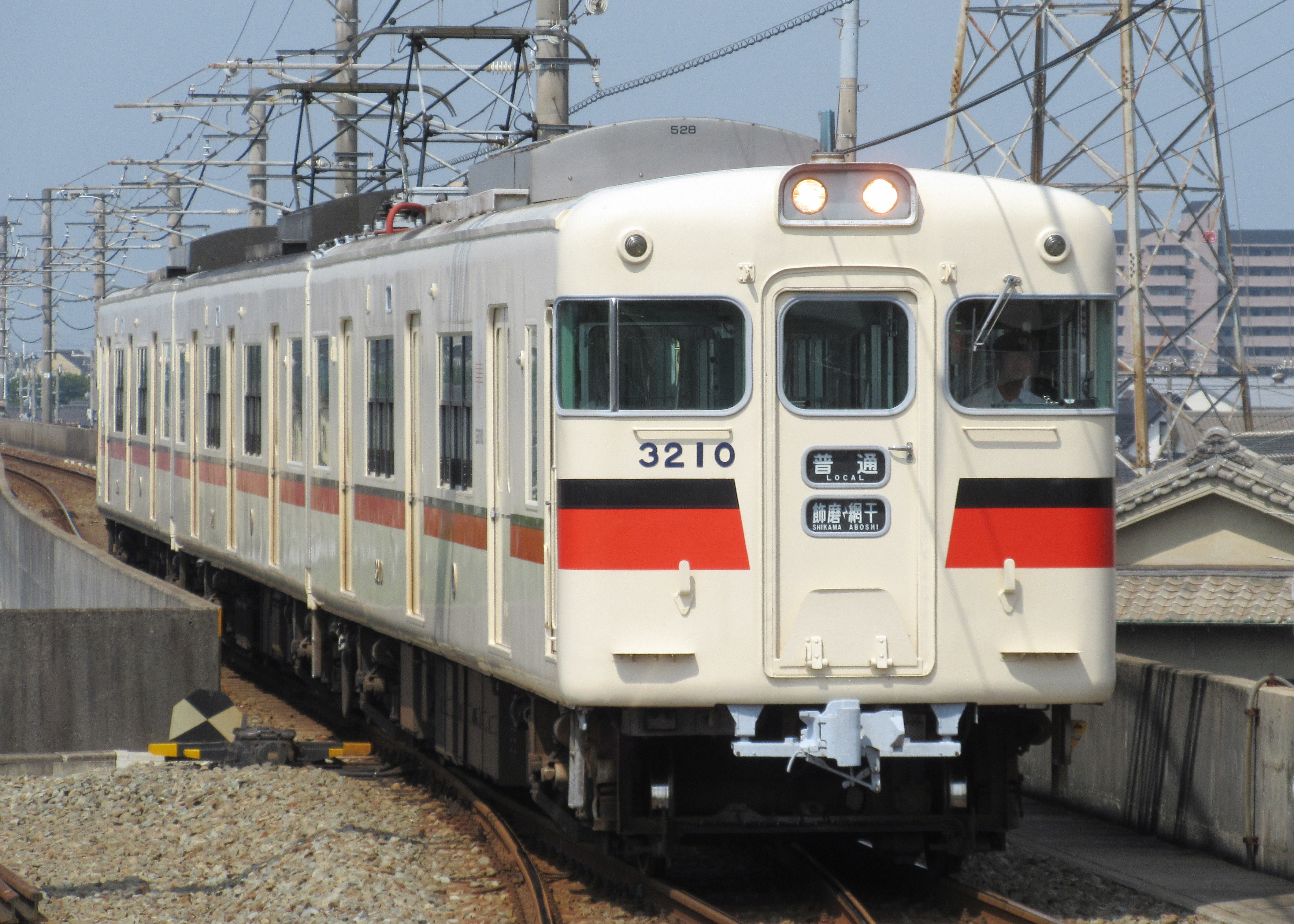
3200系改造車の3210編成（西飾磨駅）

1988年に3000形3034-3035、1989年には3036-3037の計4両の主電動機・駆動装置を2000系の廃車発生品へ換装、3206-3207と3208-3209に改番された。1998年には3000形3010・3011の主電動機と駆動装置が2300系の電装解除に伴う発生品に換装され、3210・3211となった。なお、改造で捻出したMB-3020S主電動機と駆動装置は、5000系の増備に流用されたほか、予備品確保に使用された。
3210編成は2017年に主電動機と駆動装置を再交換し、再び3000系3010編成となった。同時に3200形のリニューアル車が消滅している。また、3206 - 3209の4両は3200形で最後まで残っていた。

### 3050系
1972年の新造車からは、サービス向上のため冷房装置を装備しての導入となった。形式番号は電動車は50番台以降、付随車・制御車については30番台以降とされ、このグループは「3050系」として3000系とは別形式扱いとなる。
クモハ3050形 (Mc)
神戸方制御電動車（偶数車）
モハ3050形 (M)
中間電動車（奇数車）
サハ3050形 (T)
電装解除付随車（3071）
サハ3530形 (T)
付随車
クハ3630形 (Tc)
姫路方制御車
冷房装置は集約分散式で、三菱電機CU-17形ユニットクーラー（8,500kcal/h）が1両あたり4基搭載される。パンタグラフは冷房装置の搭載に伴うスペースの制約から下枠交差式となり、PK-57を奇数電動車に2基搭載、取付部の低屋根は廃止された。PK-57は後にPK-60へ換装、続いてPK-80に変更された。
補助電源装置はM'c車に4両分の給電能力を有する120 kVAの電動発電機 (MG) を搭載したほか、Tc車にも予備として従来の6 kVAの小型MGを1台装備している。制御器はKMC-201、電動機はMB-3020S、歯数比は82:15という基本的な機器仕様については3000系と同様である。
前面の意匠は3000系に準じているが、幌の形状が変更されており、幌釣り金具が無くなっている。車内天井部には風洞を設置して、天井を平面構造とした。

#### 1・2次車（鋼製車）

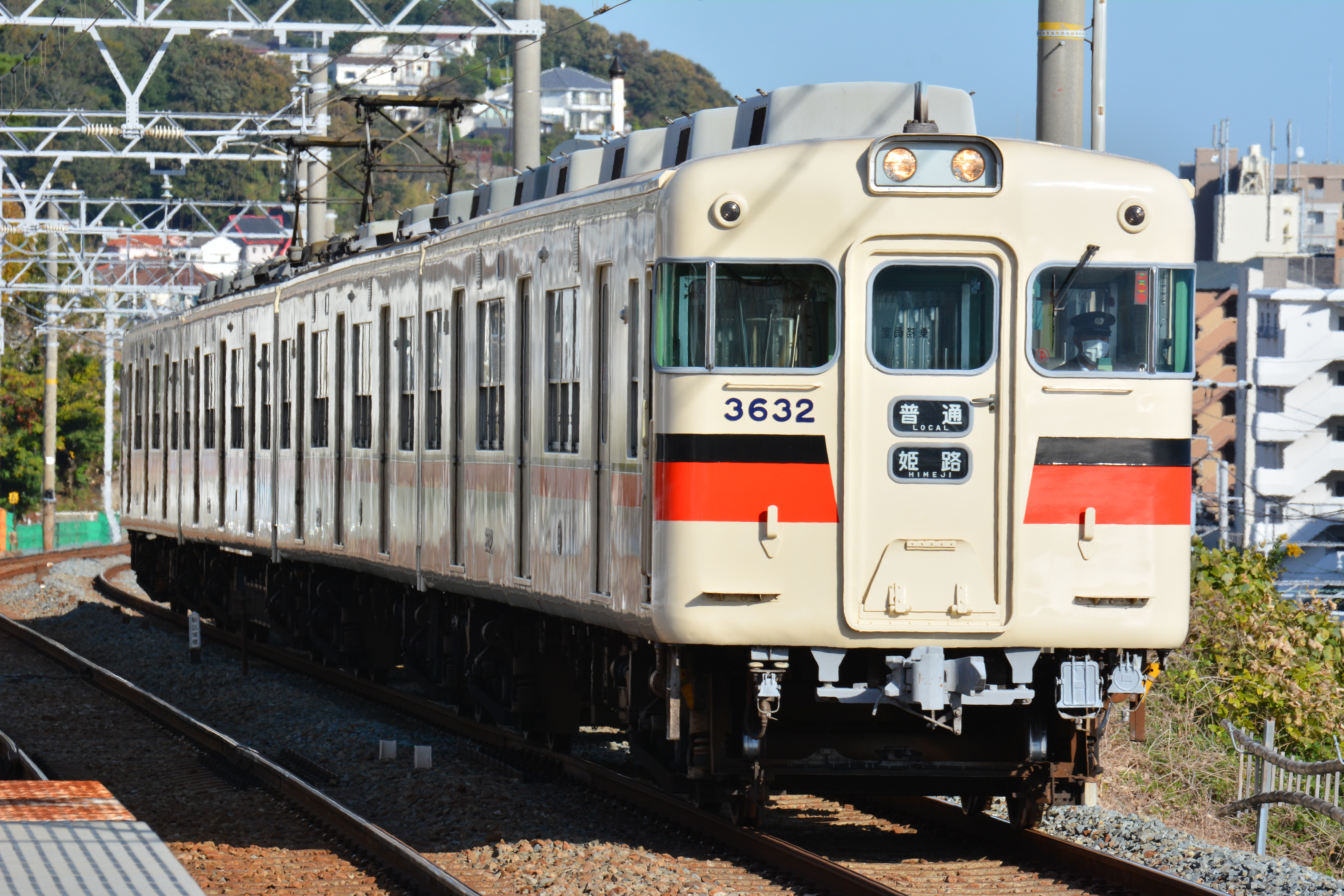
山陽3050系2次車（2019年11月15日 滝の茶屋駅）

1972年に1次車として3050編成の1編成4両を導入、続けて1973年に2次車として3052・3054の2編成8両が増備された。冷房関係を除く基本的な電装品は3000系3次車に準じており、電動空気圧縮機 (CP) も3000系と同様、制御電動車にC-1000LAを2基搭載する。台車は冷房装備に伴う軸重増大に対応して車軸やばね定数を変更したKW-3・KW-4を装備する。増備途中の3052編成より前照灯ケースが小型化され、左右のライトの間隔が狭くなった。
1次車
- 3050-3051-3530-3630 (1972年7月5日竣工)

2次車
- 3052-3053-3531-3631 (1973年4月6日竣工)
- 3054-3055-3532-3632 (1973年4月6日竣工)

#### 3 - 6次車（鋼製車）

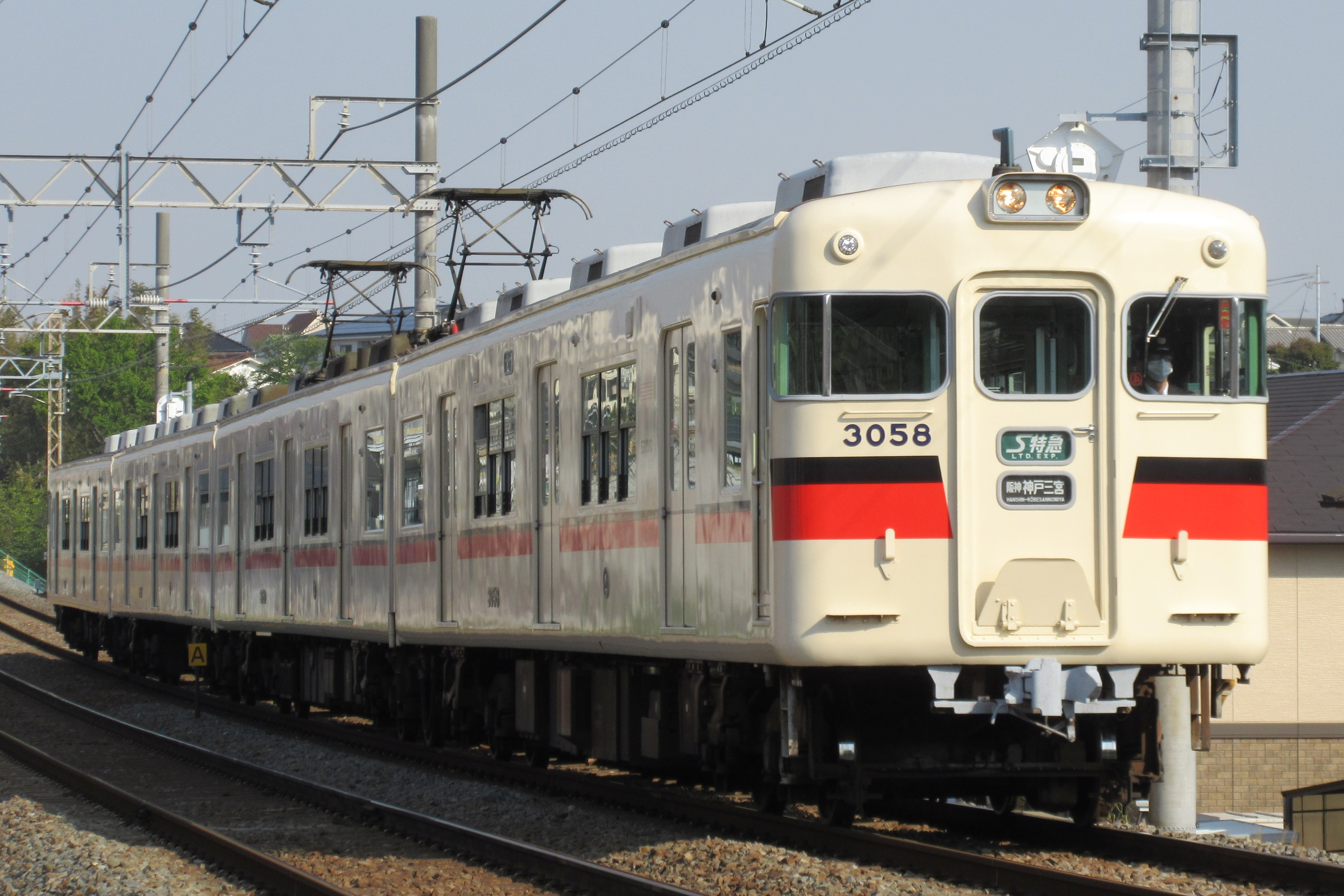
3次車・3058編成（2020年5月）
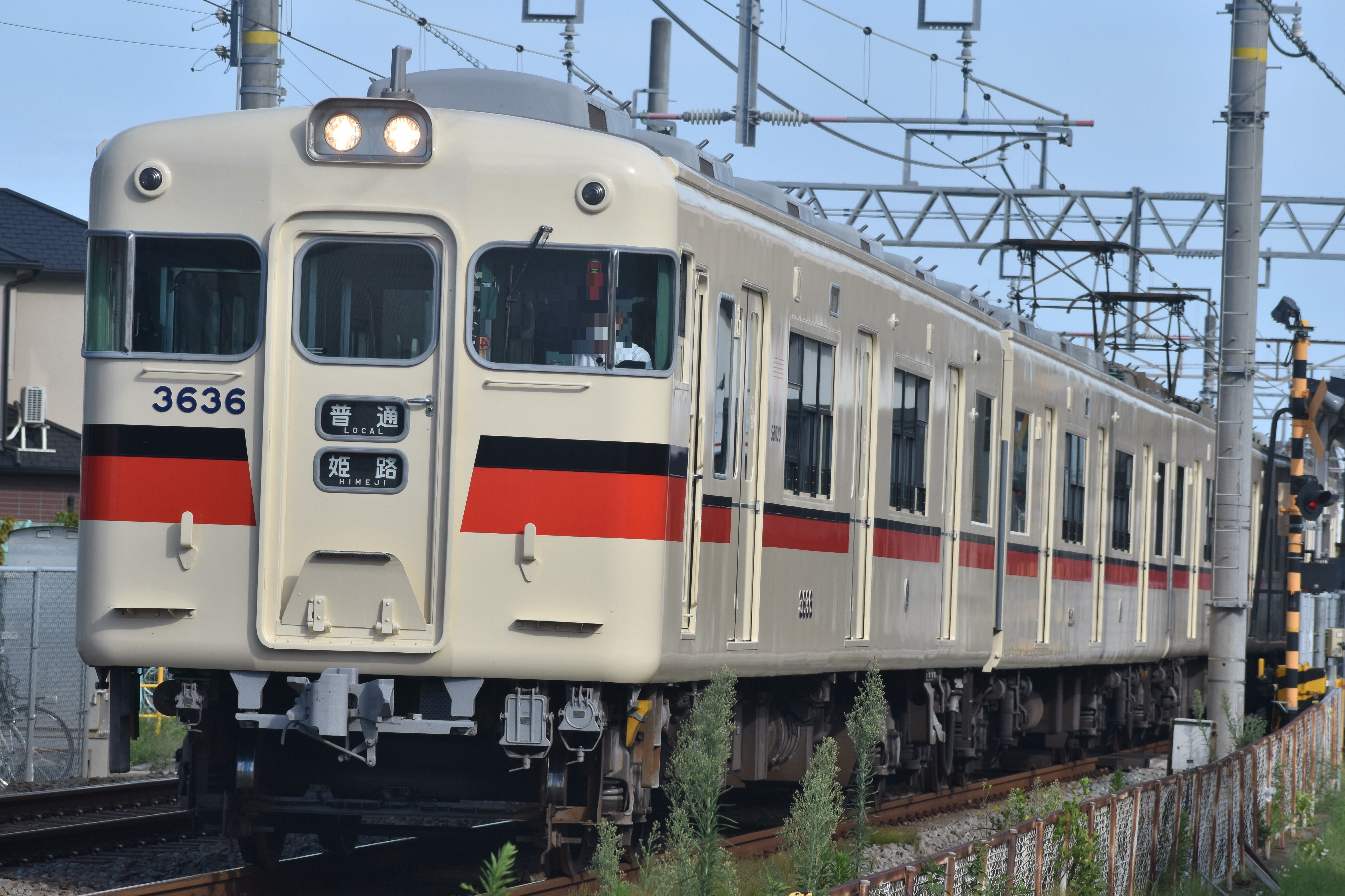
5次車・3062編成 付随車は3000系2次車3504（2022年8月）

1973年11月竣工の3056編成より、2000系2010編成以来となる空気ばね台車を採用、KW-15（電動車）・KW-16（付随車）が装備された。空気ばね台車の採用によりCPはHB-2000をTcとMcに各1基ずつ搭載し、容量増を図っている。
車体は床面高さが3000系2次車と同様に低くなり、側面の幕板部分も広くなっている。
基礎ブレーキはブレーキシリンダー式ではなくダイアフラム式を採用している。ブレーキ制御装置も仕様変更され、ブレーキ緩解時の空気排出音は従来よりも静かになった。
3次車
- 3056-3057-3533-3633 (1973年11月19日竣工)
- 3058-3059-3534-3634 (1973年11月19日竣工)

その後も旧型車の代替として3050系を量産する計画であったが、1973年に勃発したオイルショックの影響で旅客数が減少に転じ、車両増備が数年間中断した。この間、1976年に2700系のうち6両が高性能化改造を受け、2300系となっている。主電動機・駆動装置・制動装置等の主要機器は3000系と同一品で揃えられた。
1977年より増備が再開されたが、1年に1編成ずつの新造に留まった。この時の増備車 (3060編成 - 3064編成) は4両編成増備の需要がなく、車体の老朽化が特に深刻であった820形の置換えと特急用編成の冷房化促進を図る目的で3両編成で新造された。
4次車
- 3060-3061-3635 (1977年5月31日竣工)

5次車
- 3062-3063-3636 (1978年12月20日竣工)

6次車
- 3064-3065-3637 (1979年12月20日竣工)

この新造編成3本には、3000系3次車4両編成3本から付随車サハ3500形3両 (3505 - 3507) を外して冷房化改造の上で組み込み、4両編成として特急運用に充当され、3両編成化された3000系が820形等の置換えに充てられた。
3062編成以降では、台車がKW-27・KW-28に変更され、基礎ブレーキは通常のブレーキシリンダー式に戻った。1977年製の3060編成は窓ガラスが黒色Hゴム支持であったが、後に他車同様の灰色Hゴム支持に変更された。

#### 7次車（試作アルミ車）

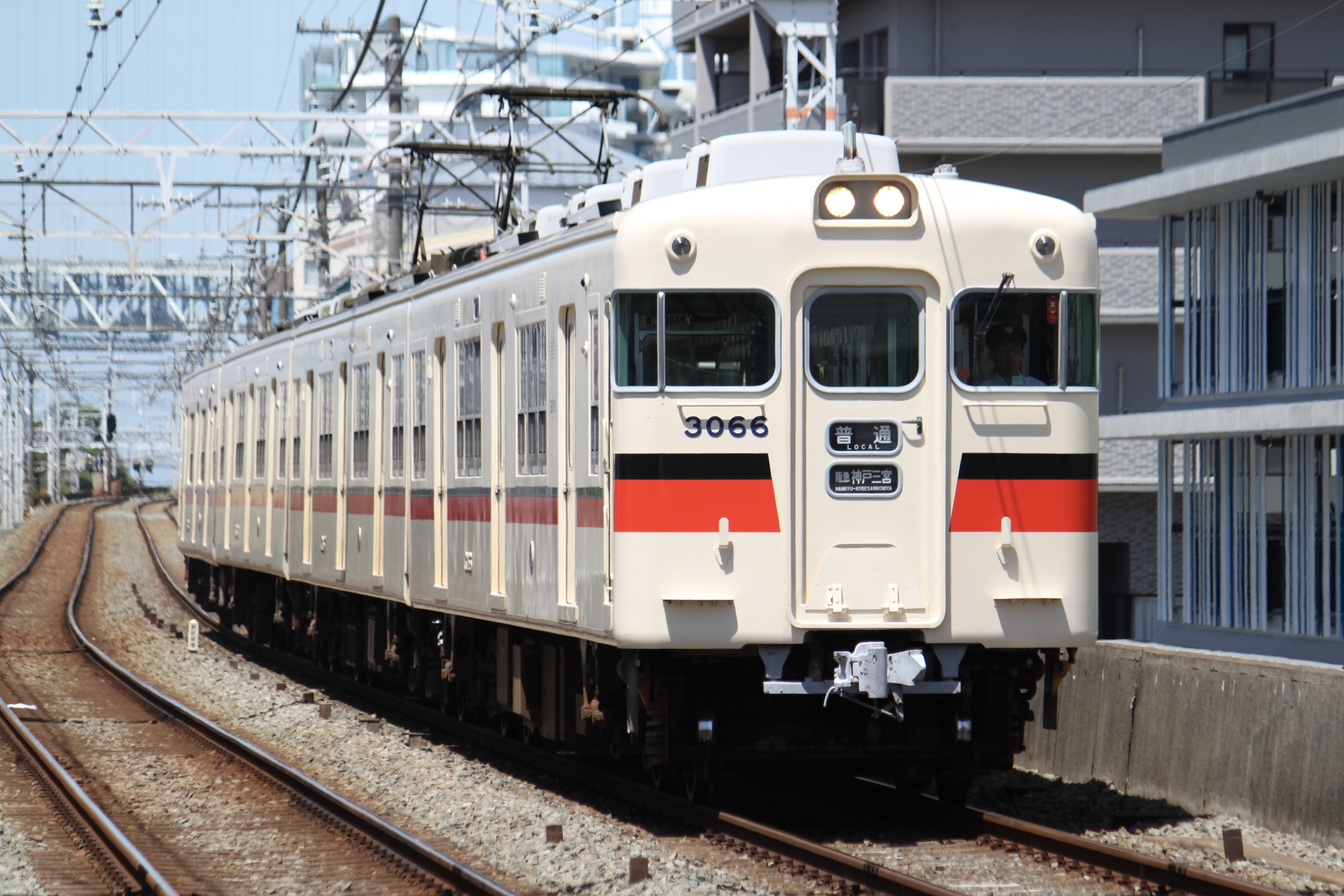
試作アルミ車の3066編成。鋼製車と同様に塗装されている（2024年7月 山陽垂水駅）
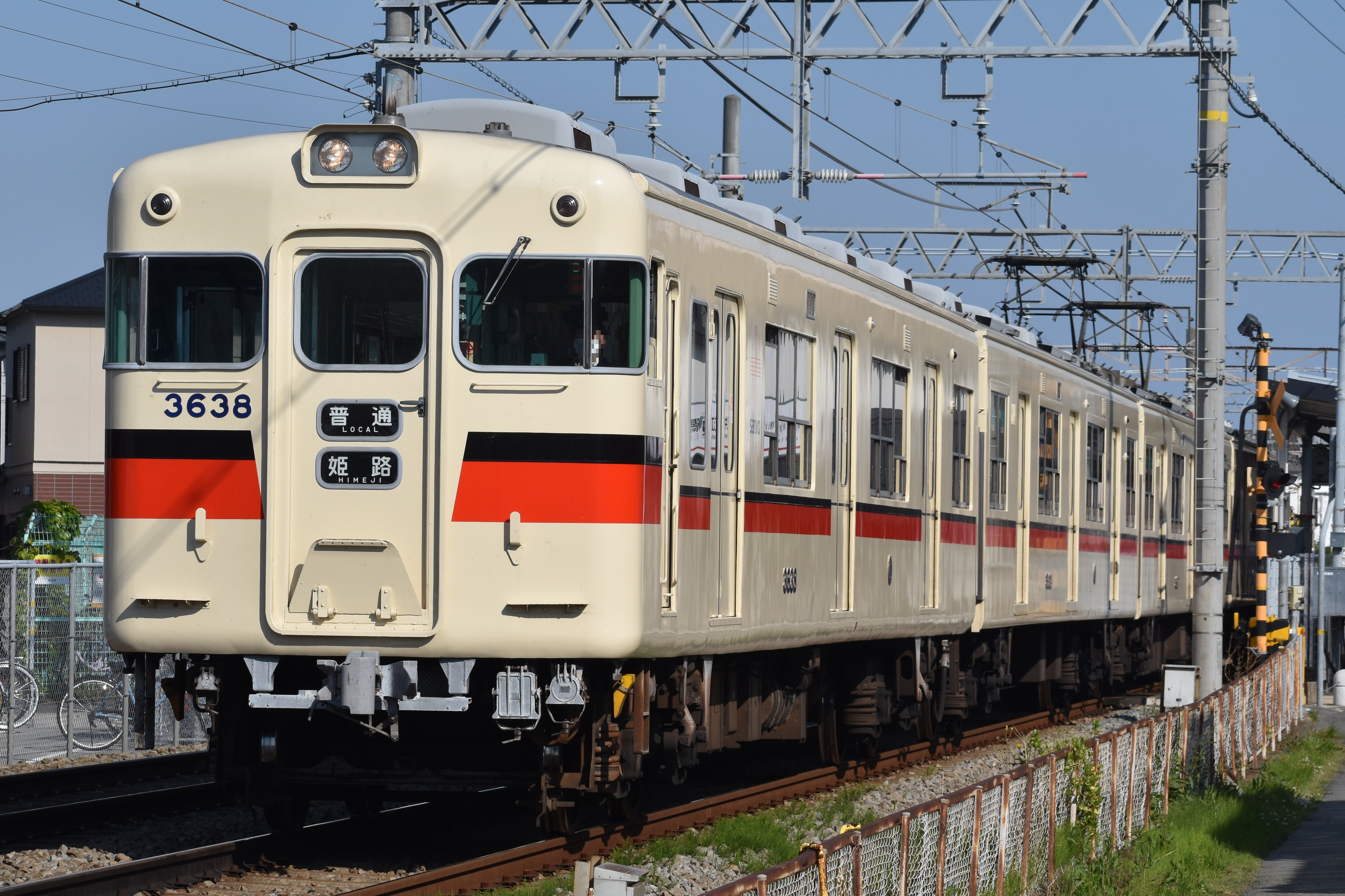
試作アルミ車の3066編成に連結される鋼製車3638号車（2022年5月 西江井ヶ島駅付近）

1981年3月に製造された7次車・3066編成の電動車ユニット（3066・3067）は、新工法のアルミ車体試作車となった。試作要素の強さもあり、Tc車の3638は普通鋼製車体で製造されている。
- 3066-3067-3638 (1981年3月31日竣工)

アルミ車は車体の軽量化と塗装費の節減という利点があるが、素材が鋼鉄よりも高価であり、アルミ地金の精錬に多量の電力を消費するなど、イニシャルコストが高い欠点があった。新工法のアルミ車では、大型薄肉押出形材を多用して構造を簡略化、自動溶接で組み立てることでコストを抑制した。側梁と床構体、軒桁（側構体と屋根の合わせ部）の構体部材には中空構造のアルミ押出形材を使用した。床構体は横梁を省略しており、中空形材に一体成形されたカーテンレール状の機器のつり溝があり、ボルトを介して床下機器を吊り下げている。このことは、機器吊り用の梁に左右されることなく機器の配置ができ、移設などの改造も容易な構造である。さらに、中空形材内部を電線ダクトとして使用しており、合理的な構造となる。妻面は、従来通りアルミ板材に骨組みをスポット溶接で組み立て後、車体にハックボルトで取り付けており、組み立て作業時の位置調整が容易な構造とした。
側窓と妻窓は外付けのユニットサッシとなり、内装はメラミン樹脂化粧板に代わってクリーム色のFRP樹脂一体成型品を採用、工法の簡易化と保守性の向上が図られた。
新工法のアルミ車は、従来の3050系と比較して、Mc車で38.9 tから34.4 tに、M車で37.8 tから33.3 tに、T車は28.7 tから24.2 tに、Tc車は31.2 tから26.7 tに、それぞれ4.5 tの軽量化がなされている。
3066編成と組むTc車の3638は鋼製車体で製造されたため、アルミ車も鋼製車の塗装とされた。なお、前述した窓構造の変更により、ユニットサッシ枠の有無が鋼製車との識別点となっている。当初は冷房化改造した3000系T車の3508を組み込んでいたが、1984年にアルミ車の3538を新造して置き換えた。
台車は円筒案内式ダイレクトマウント空気ばね台車で、M'c・M車はKW-35、鋼製Tc車の3638はKW-36となった。

#### 8 - 11次車（新アルミ車）

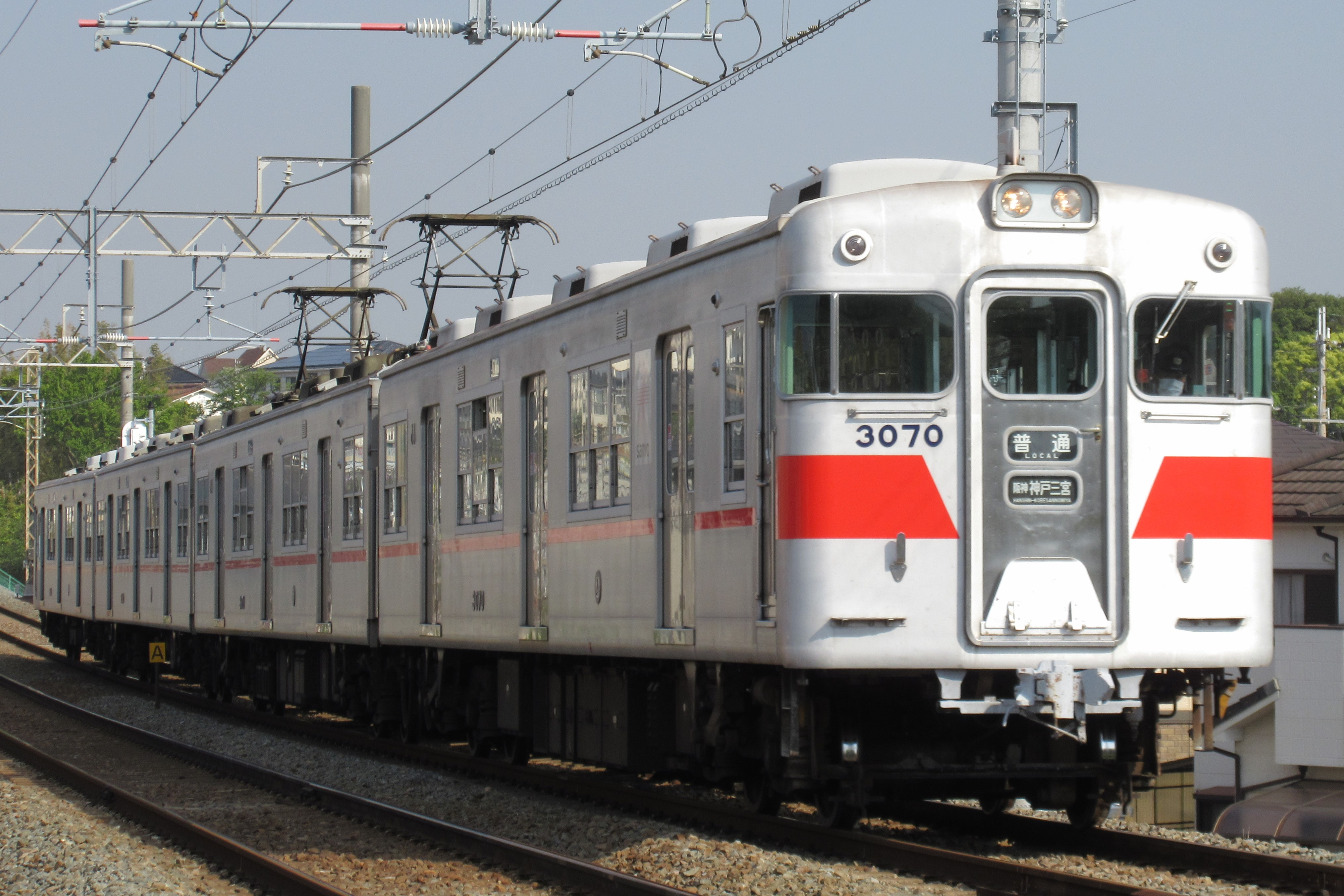
9次車・3070編成（2020年5月）
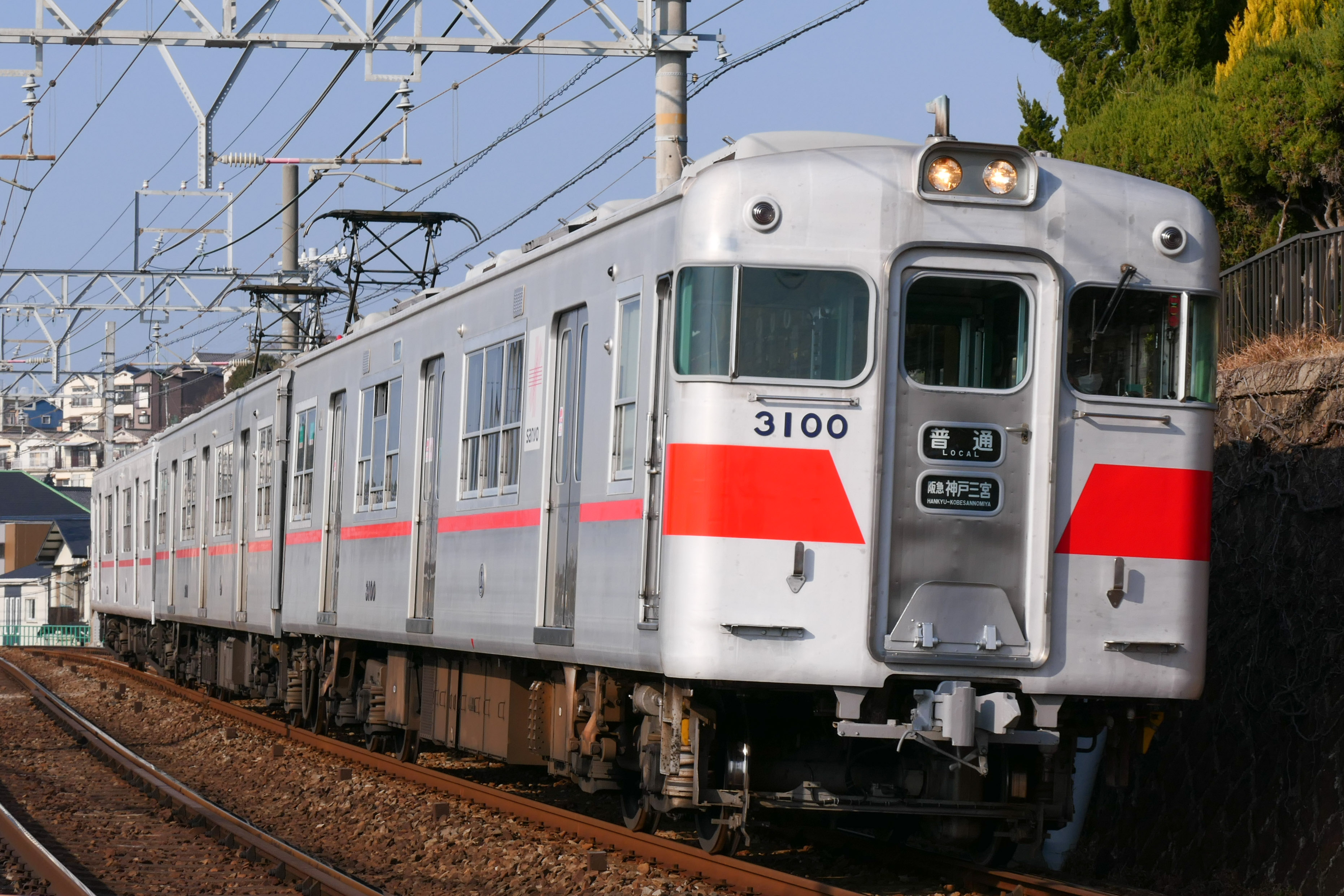
後方に3619を連結していた当時の3100編成（2021年1月）

1981年6月には、8次車・3068編成が全車アルミ車体の4両編成で増備され、ヘアライン仕上げの無塗装が採用された。続いて1982年から1984年にかけて4両編成3本 (3070 - 3074編成) ・電動車ユニット1組2両（3100・3101）・付随車1両 (3538) が製造された。
8次車
- 3068-3069-3539-3639 (1981年6月23日竣工)

9次車
- 3070-3071-3540-3640 (1982年6月25日竣工)

10次車
- 3072-3073-3541-3641・3100-3101 (1983年6月17日竣工)

11次車
- 3538 (1984年6月8日竣工)
- 3074-3075-3542-3642 (1984年6月21日竣工)

側面窓下には幅100 mmの赤帯を入れ、正面には左右窓下に幅450mmの赤帯を入れた。客用扉と正面貫通扉はステンレス製の無塗装となり、赤色の飾帯は着色フィルムでの貼り付けとなった。3538は3066編成の付随車3508号と組み替えられ、同編成に合わせて塗装されている。
3534以来久々の新造となった付随車は、3630形に合わせて車両番号が3539から付与されており、後に追加新造された3538を除く3535 - 3537については欠番となっている。台車はM'c・M車はアルミ試作車と同じKW-35、Tc・T車はKW-36Aである。また、2022年に3071は電装解除により付随車化され、台車形式をKW-36Dに変更、3078編成の3501を置き換えている。ただし改番は行われていない。
1983年に製造された3100・3101のユニットは、将来のラッシュ時の増結による5両・6両編成運転を想定した増結車として計画された。車番は3100番台を名乗り、3100形（3100系）と呼ばれることもあるが、形式としてはそれぞれクモハ3050形・モハ3050形であり、3100形（3100系）の形式は存在しない。3101の姫路方に簡易運転台の設置準備工事を実施、連結器は自動連結開放が可能な電気連結器付き密着式連結器を装備した。
当初は増結運用の予定がなかったため、鋼製車の3600形3619との3両編成（3100-3101+3619）を組成した。3619は非運転台側に電気連結器を装備、アルミ車に合わせた明灰色『N-8』（国鉄色の灰色9号に相当）で塗装、CPの新製、ステンレス無塗装仕様の客用扉へ交換などの改造が行われた。その後の増結運用の実績はなく、連結器も棒連結器に変更された。なお、2022年5月以降は連結相手を3619から3640・3540に振り替え、4両編成を組成する。
3100の補助電源装置はMGに代えて12 0kVAのGTOサイリスタによる静止形インバータ（SIV）が初採用され、以後の新造・冷房化改造車にも踏襲された。

#### 12次車（新アルミ車）

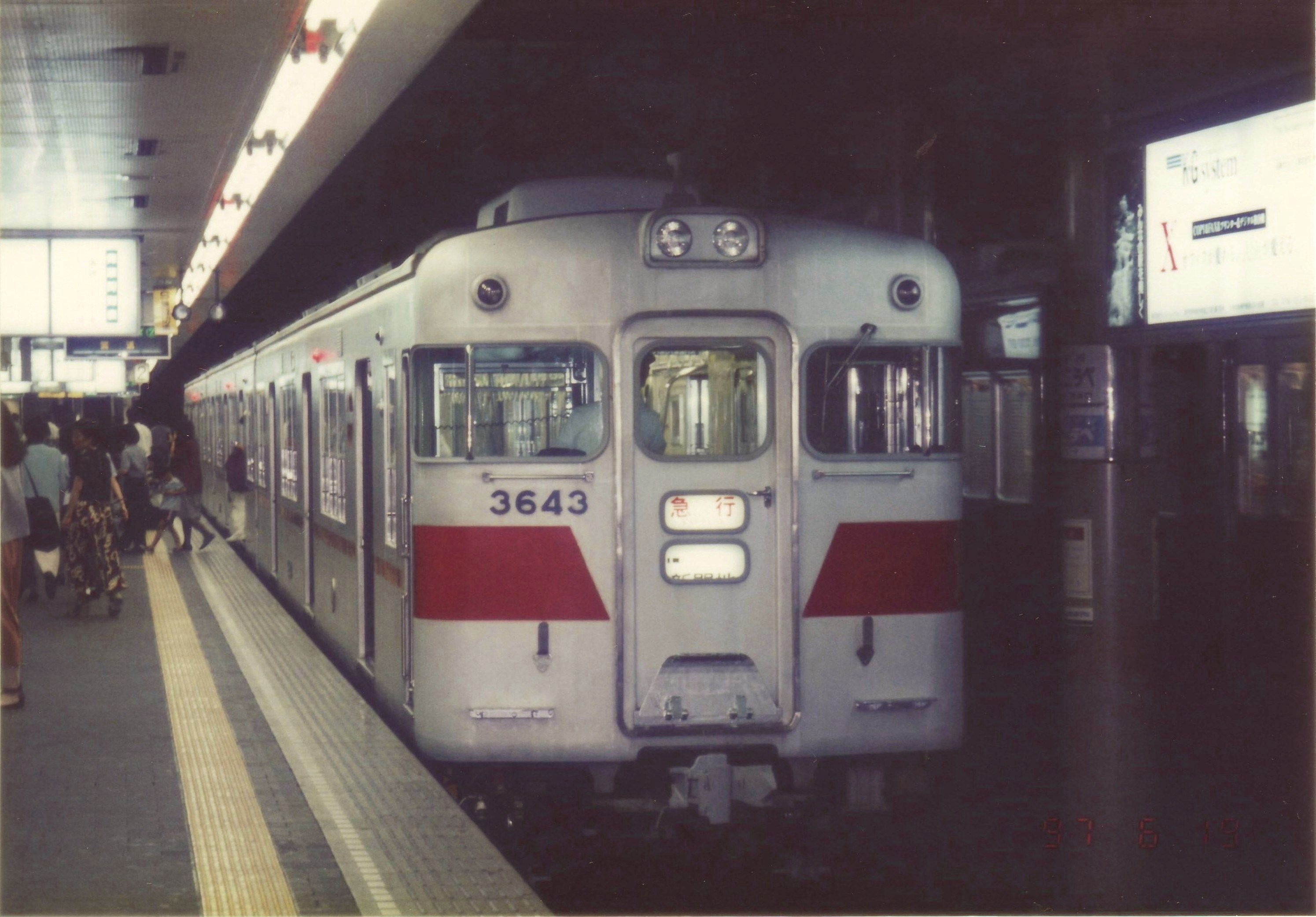
3両編成時代の3076編成（高速神戸駅）
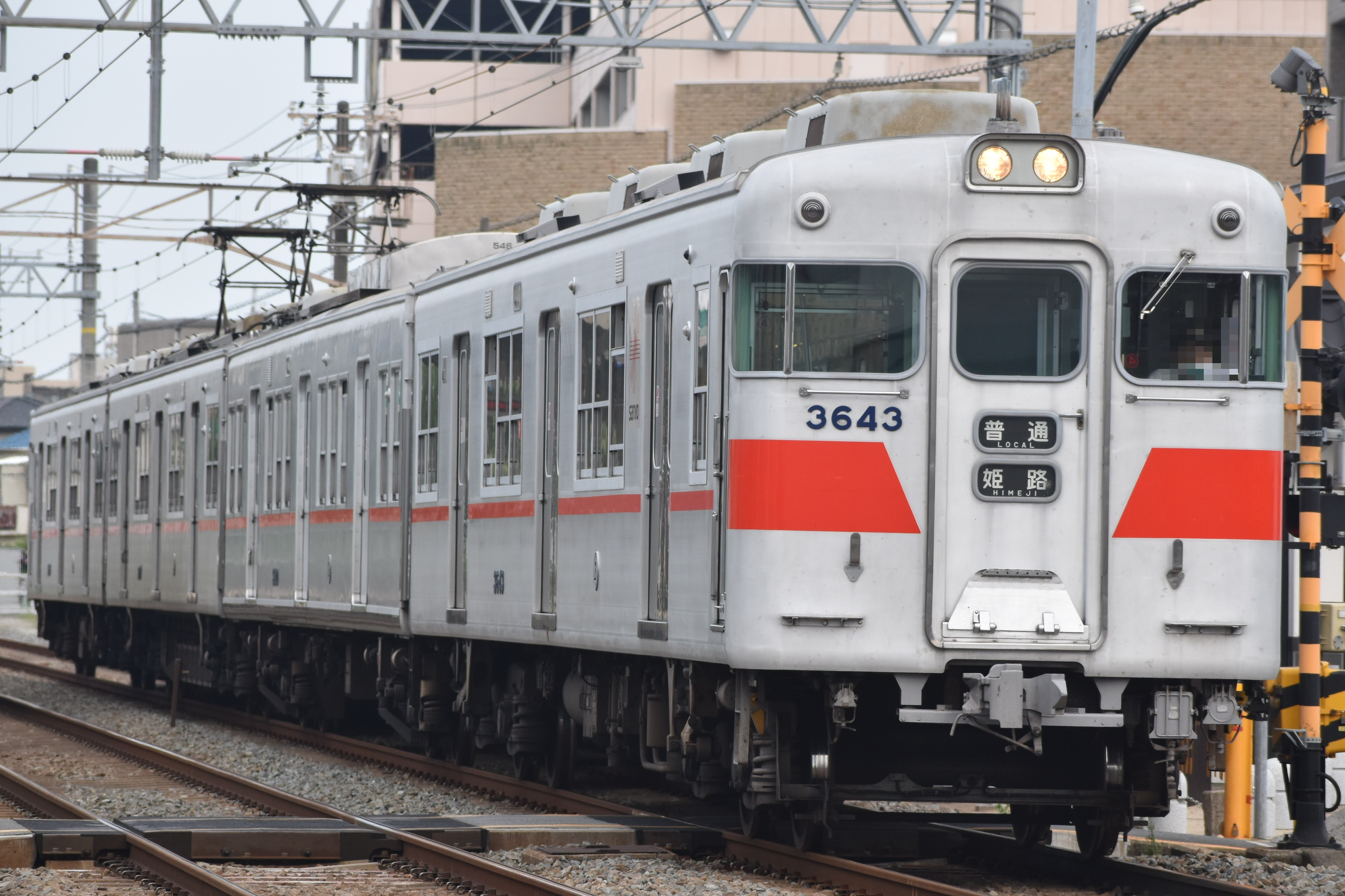
3号車に3000編成から編入した3500号車を組み込んだ後の3076編成

1985年には3000系列最後の増備が行われ、12次車・3両編成2本（3076・3078編成）が製造された。この2編成は前面貫通扉と乗務員室扉がステンレス無塗装からアルミ製に変更されている。車内では優先座席のモケットがグレーに区分された。
- 3076-3077-3643 (1985年6月14日竣工)
- 3078-3079-3644 (1985年6月14日竣工)

この2編成の新製をもって3000系列の製造は終了し、翌年からの新製は5000系に移行した。

## 改造工事

### 冷房化改造
1972年からの冷房車3050系の新造に続いて、非冷房の3000系の冷房化改造が1977年（昭和52年）より開始された。当初は特急の全列車冷房化を目標に4両編成より着手され、1983年からは3200形など普通列車用の3両編成にも拡大された。1990年（平成2年）までに全車の冷房化を完了した。
冷房改造は1977年に3050系の付随車として組み込むサハより開始、3508を皮切りに1981年4月までに3507・3506・3505の順で4両に施工された。編成単位では1979年（昭和54年）より4両編成の3036編成から実施され、1981年6月の3026編成まで各年2編成ずつ、計6編成で実施された。
冷房装置は、パンタグラフ付きのM車は集中式のCU-73（36,000 kcal/h）を1台、パンタグラフのないMc・T・Tc車が3050系と同じ集約分散式のCU-17（8,500kcal/h）を4台搭載した。パンタグラフ付き車両は小型パンタグラフへの交換を避けるため集中式となり、パンタグラフなし車両は屋根構造の大幅変更を避けるため集約分散式となった。パンタグラフは菱形のPK-55が存置され、補助電源は容量110 kVAの交流電動発電機が制御電動車に搭載された。
1983年には3200系の3200・3202編成、3100・3101のユニットと組む3619に施工され、3両編成で初の冷房車が登場した。1984年以降の冷房改造車からは、補助電源にGTOサイリスタ素子のSIVが本格採用された。
1986年は5000系の増備のため3000系の冷房化は行われず、1987年（昭和62年）からの改造車は全車とも5000系と同じ集中式のCU-71Sを1基搭載となった。なお、3204編成は1987年に冷房化されたが、補助電源はSIVではなくMG搭載となった。更に、最後に冷房化改造が行われた1次車（初期アルミ車）2編成では冷房電源装置の搭載位置も制御車3600形に変更された。
初期アルミ車は構造上冷房化が困難として最後まで残されたが、溶接技術や施工技術の向上により冷房化が可能となり、3000・3002編成の3連2本の施工をもって冷房化改造を完了、山陽電鉄の旅客車は全て冷房車になった。

### 塗装変更

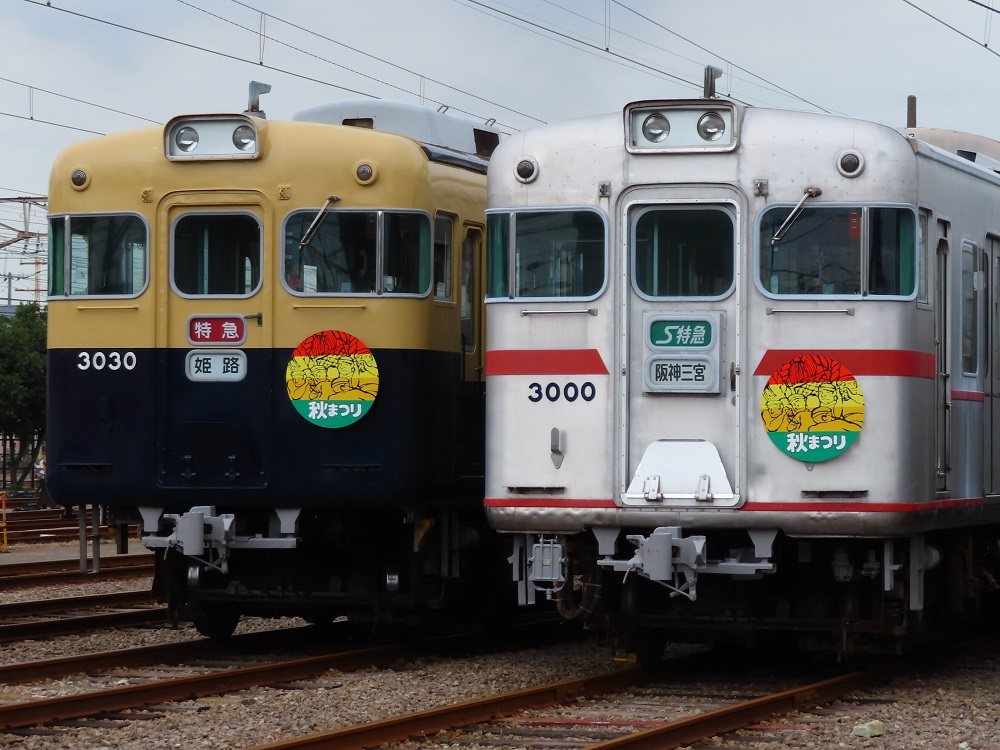
鋼製車とアルミ車の登場時塗色

山陽では1949年登場の820形以来のクリームとブルーの2色塗装が採用されていたが、1984年（昭和59年）に3050系3064編成が当該となった阪急六甲駅で発生した脱線事故を受けて自殺した車掌の遺族への配慮や塗装工程の省力化を図るため、1986年（昭和61年）の5000系導入と同時期より鋼製車両の塗装変更が開始され、クリーム地に赤と黒の色の帯を配する塗装となった。
作業工数短縮のため単色塗装とし、赤と黒の帯はステッカーで配された。塗装変更の最初の編成は3024編成で、1986年7月15日に竣工した。

### 救援車への改造
2000系より編入の付随車3550は、1990年11月に救援車に改造され、1500に改番された。自力走行は不可能なため、万が一の際は3000系と併結、牽引された。
1500は2010年6月30日付で廃車となっている。

### 6両編成予備対応

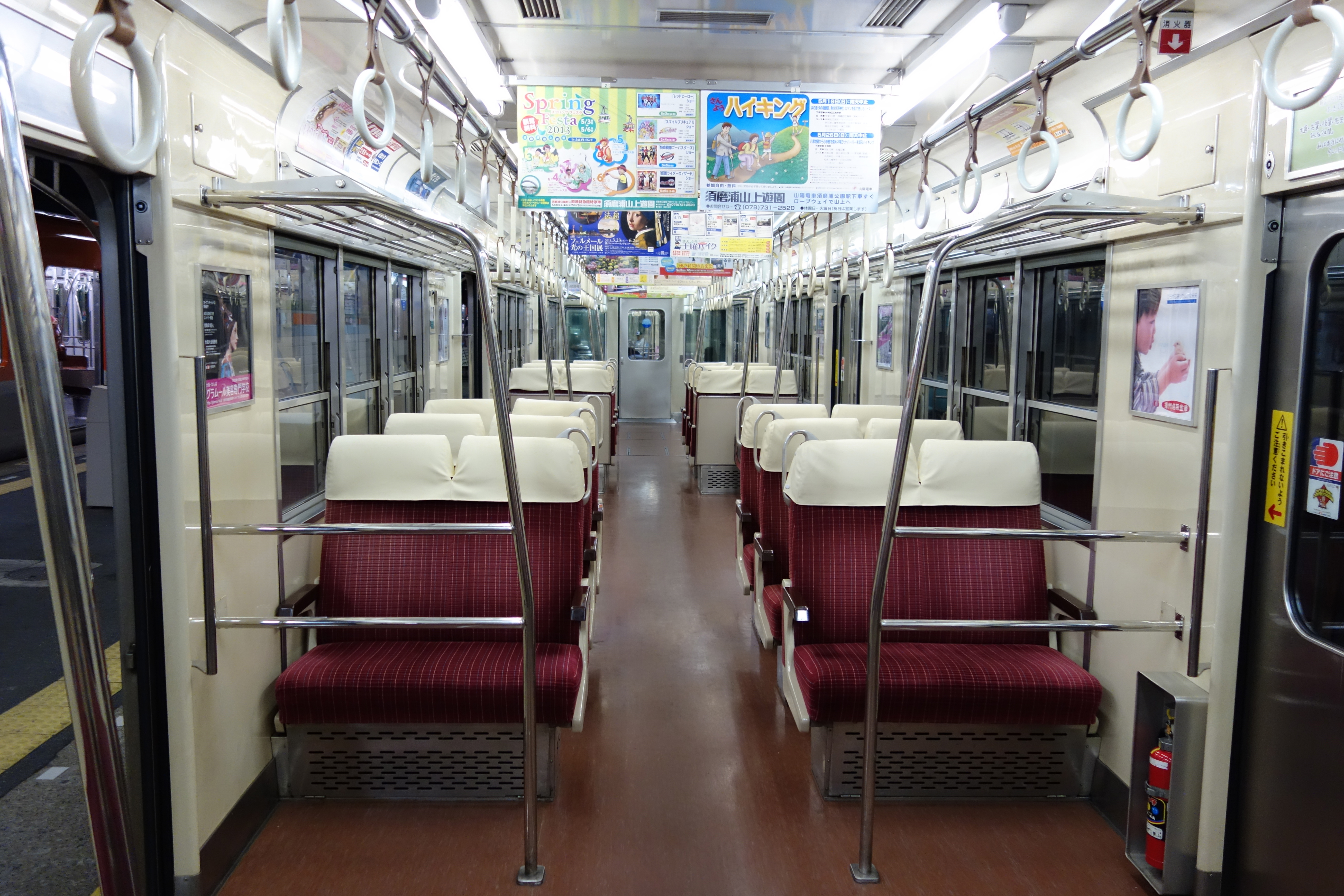
クロスシート改造車3075号車 (3074編成) の車内（2013年 大塩駅）

3060・3062編成の3両編成2本は、予備として3+3の6両編成の組成を可能とするため1992年に6両編成対応工事が行われた。5000系と同じく2両分のドアカットに対応可能なよう戸閉回路が変更された。後に3076・3078編成が6両予備となったため、3060・3062編成による6両編成での営業運転の実績はない。
1993年、5000系3両編成の最後の2本が4両編成となったため、6両運用予備の後継車に3076・3078の3両編成2本が指定された。3060・3062編成と同様の6両対応改造と同時に座席のセミクロスシート化が施工され、前面方向幕の電動化も行われた。クロスシートは5000系の固定クロスシートを転換クロスシートへ改造した際の発生品が転用されている。1995年には3074編成にも同様の改造が施工されている。
3050系による予備運用は2001年3月のダイヤ改正まで行われ、3編成のうち2編成で3両編成2本併結の6両編成を組成し、5000系6両編成の予備編成として使用された。

### ワンマン化改造

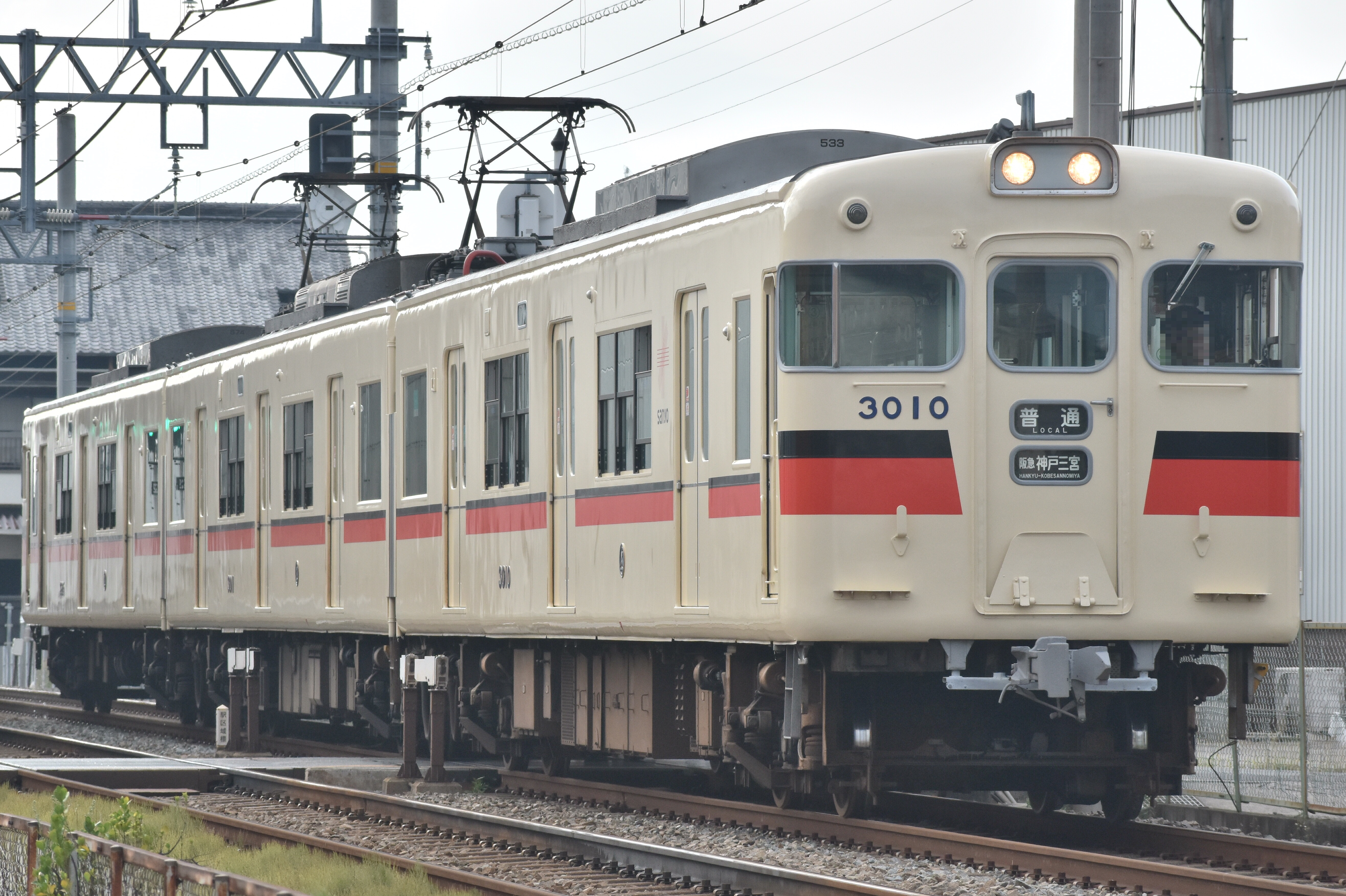
ワンマン運転対応となった3010編成、運転席側のガラス桟が撤去されている。

1994年、3200系の全車と3000系の3006・3010編成を対象に、網干線のワンマン運転開始に伴う対応改造が行われた。
乗務員の視界確保のために運転席側前面ガラスの縦桟がなくなり、隅部と平面部を一体化したガラスに変更された。車内では、自動放送装置やドア開閉予告チャイムの設置、デッドマン装置の回路変更などが行われている。本線のツーマン運転も可能なよう、切替スイッチも設置されている。

### 更新工事

#### 鋼製車

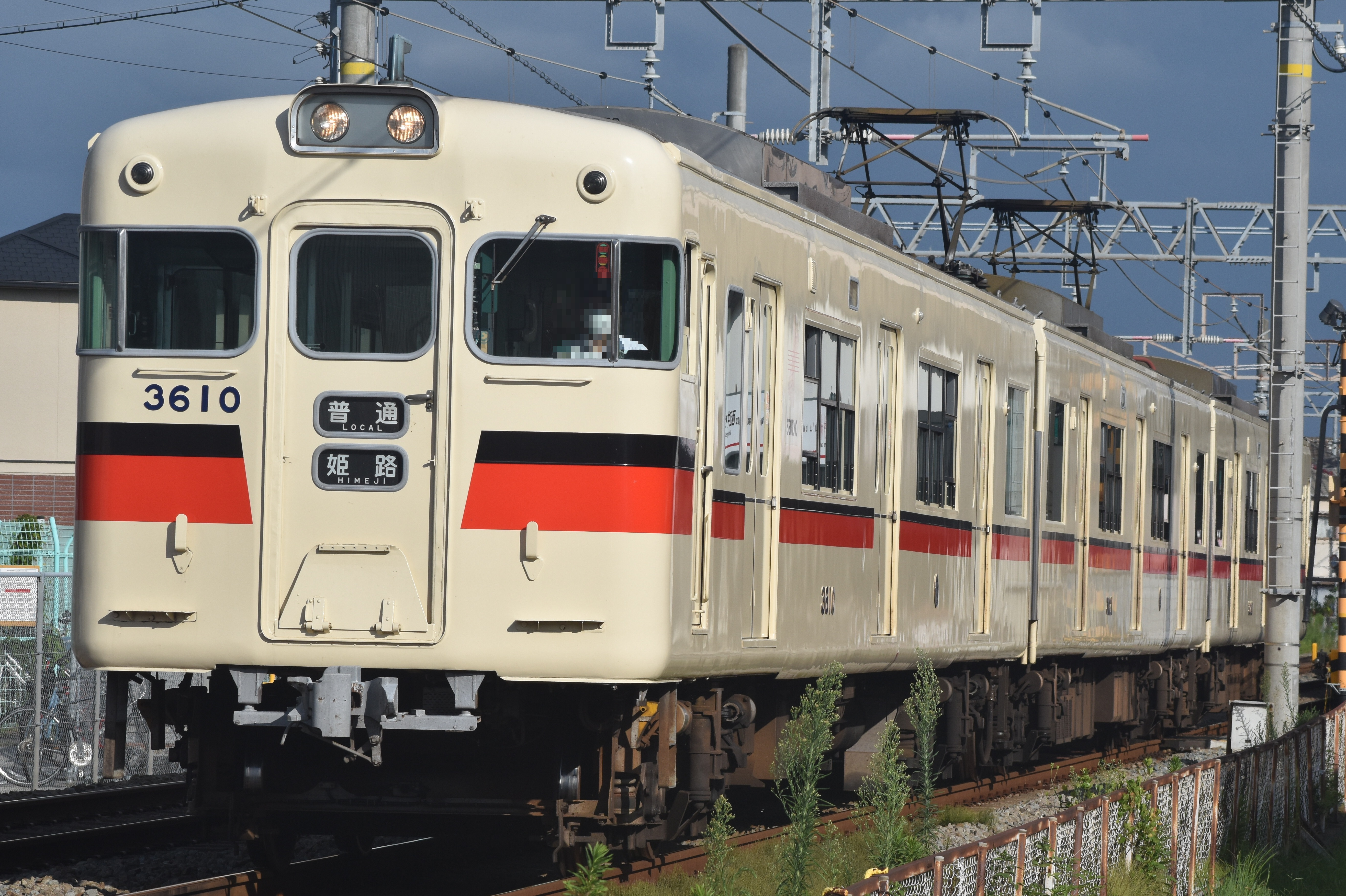
3000系更新工事車
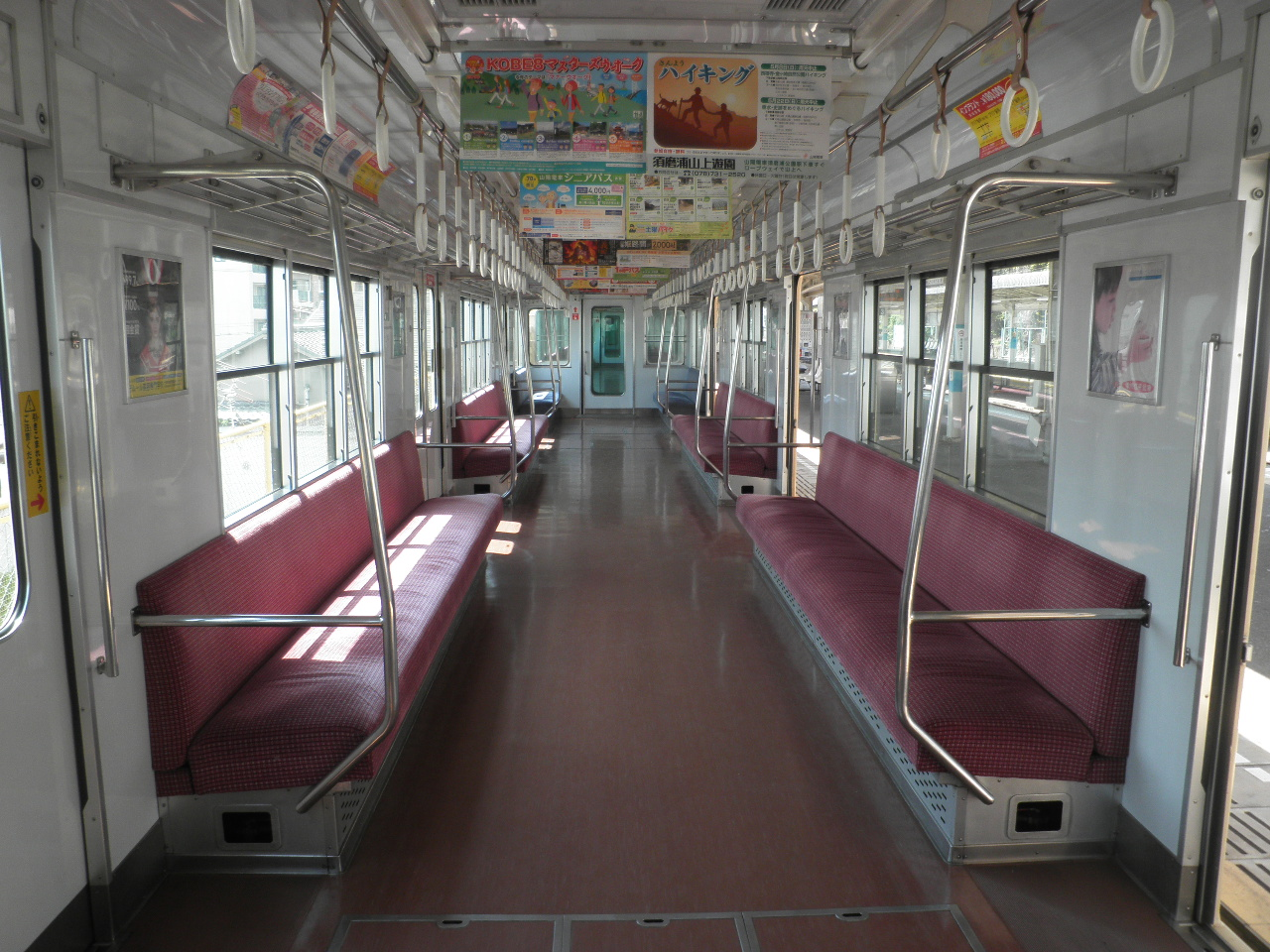
更新工事車の車内

2004年度から2015年度にかけて鋼製車を対象に3000系列の更新工事が行われた。「リニューアル工事」「リフレッシュ工事」とも称される。最初の編成となる3210編成は2005年3月25日に竣工、2015年までの11年間で合計13編成44両に施工された。ただし、3000系3次車では3060編成に組込の3506のみ対象、3050系1・2次車は全車両が対象外となった。
客室のリニューアル工事として、側出入口間の側面窓の一体型ユニットサッシへの交換、車端部の側面窓の大型1枚ガラスへの変更、化粧板とカーテンの新柄への交換、妻引戸の窓の大型化を実施した。バリアフリーへの対応としては、中間電動車への車椅子スペース新設、連結面間への転落防止幌の新設、車内の表記類のピクトグラム化を行い、優先座席前の吊り革は5 cm低くされた。
保安度向上のため、構体と屋根の修繕、扉と上下レールの更新、運転室床下の空気配管の更新、車体高圧配線の更新、ATSの新型への更新を行った。
2008年には3058編成が出場し、3050系で最初の施工となった。
3012編成以降では方向幕指令器を交換し、前面行先表示器を自動化している（それ以前に施工の編成も追加実施）。2013年出場の3060編成以降の施工車では、客室灯がLEDに交換されている。2014年出場の3064編成からは神戸方先頭のコンプレッサーがクノールブレムゼ鉄道システムジャパン製スクロール回転式のSL22型に更新された（姫路方先頭のコンプレッサーを更新しなかったのは、容量が従来の毎分2000リットルだったものが毎分1600リットルに減少したため。それ以前に更新済みの3056 - 3060編成にも追加実施）。
各編成のリニューアル竣工日は以下の通り。車両番号は施工当時、掲載順序は施工順。
- 3210編成 - 2005年3月25日[68]
- 3006編成 - 2005年8月26日
- 3020編成 - 2005年12月5日
- 3016編成 - 2006年9月11日
- 3018編成 - 2006年12月19日
- 3014編成 - 2007年9月11日
- 3058編成 - 2008年5月9日
- 3012編成 - 2008年10月21日
- 3008編成 - 2010年10月19日
- 3056編成 - 2012年3月9日[注釈 8]
- 3060編成 - 2013年2月8日
- 3064編成 - 2014年2月5日
- 3062編成 - 2016年3月8日[70]

#### アルミ車
3050系アルミ車についてもバリアフリー整備ガイドラインへの対応や安全性向上のため、更新工事が行われている。2022年度に初施工となる3072編成の工事に着手し、翌2023年度に3072・3068編成（施工順）の4連2本、2025年度に3100編成が竣工している。施工業者はJR西日本テクノス、改造場所は山陽東二見工場である。なお、同時期に更新工事を受ける5000系と比較して一部内容が省略されており、主回路装置の換装や前照灯のLED化、神戸方先頭車の空気圧縮機更新、車内案内表示器の設置などは行われていない。
車体は側扉を除き無塗装から灰色塗装に変更した。赤帯の配置については従来と同様である。種別・行先表示器はフルカラーLED化された。車内は化粧板と座席の交換、各車両への車いす・ベビーカースペース整備、ドアチャイムと盲導鈴搭載、窓サッシの交換（車端部は鋼製車と異なりカーテンレール2分割タイプ）などが行われている。

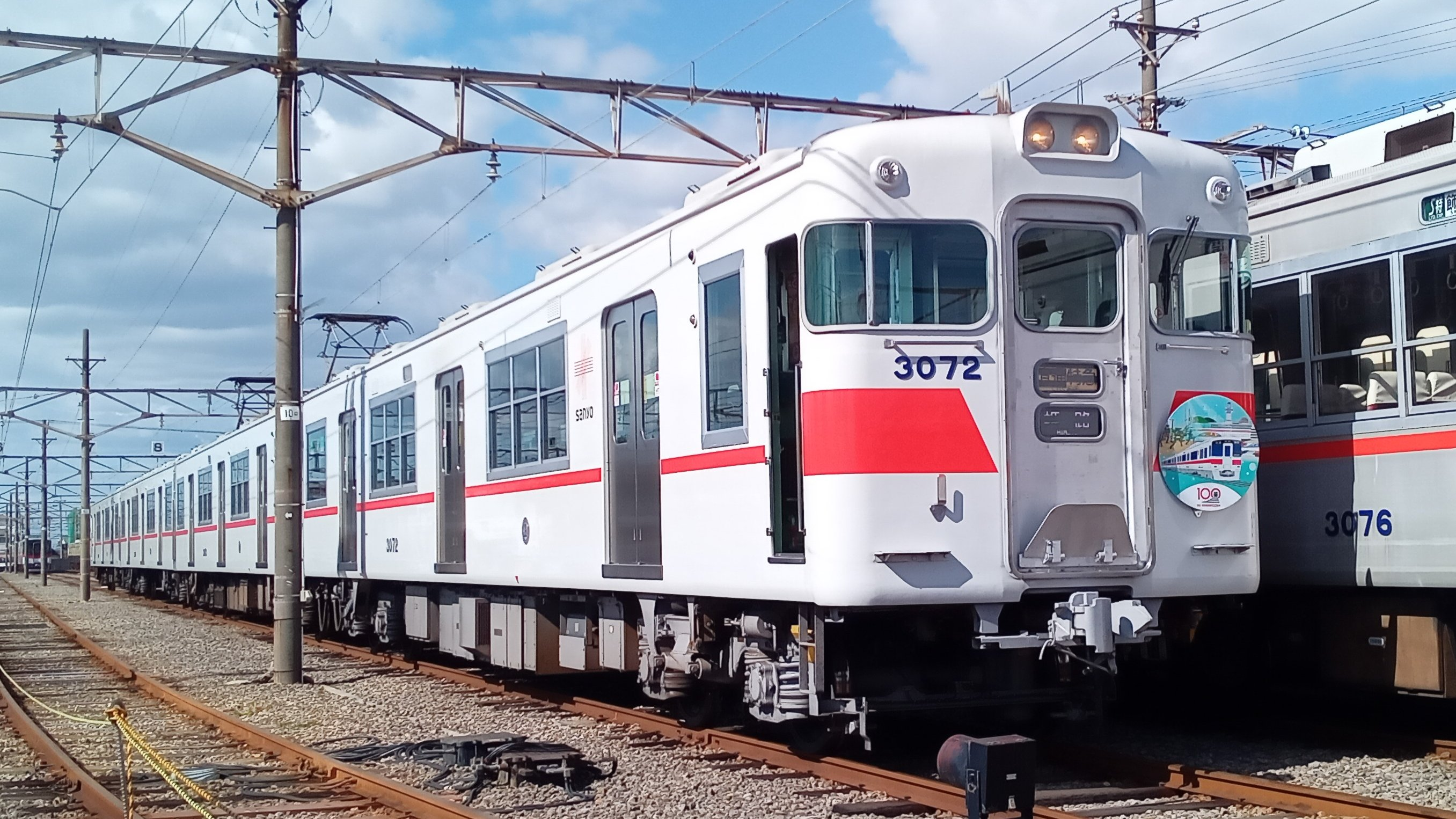
更新工事後の3072編成

### 架線検測装置の設置
3008編成の3009は、先述した更新工事の際にパンタグラフが下枠交差式のPK-80に交換されたが、これと同時に架線検測装置が設置され、営業車と検測車の兼用が可能となった。この検測装置は明電舎製の「CATENARY EYE」（カテナリーアイ）で、屋根上に検測機器が常設されている。検測機能を持つ営業車には九州新幹線の800系の例があったが、一般鉄道では山陽電鉄が初であり、後に京成電鉄など他私鉄にも波及した。

### 集電装置換装
3008編成以外の3000系はリニューアルで集電装置の換装は実施されていなかったが、2017年2月より下枠交差式へ換装され、2020年2月の3014編成をもって完了した。

### 補助電源装置換装
2017年3月7日付で3068編成、2018年4月20日付で3066編成の補助電源装置がIGBT素子のSIVに交換されている。

## 阪神・淡路大震災
1995年1月17日に発生した阪神・淡路大震災では、発生当時3050系3070編成4連が高速神戸駅に停車中で、大きな被害はなかったものの神戸高速東西線は大開駅付近が崩壊し不通となったことから、同編成は不通区間の東側に取り残されてしまうこととなった。また、上り普通列車として板宿駅 - 西代駅間を走行中だった3000系3026編成4連は、停電のため駅間に停止したが付近の地震動の揺れは大きく、激しく揺さぶられたため台車のオイルダンパ多数が破損し、床下機器の一部にも損傷を受けていた。
3026編成については、2月2日に保線用モーターカーで牽引し、東須磨車庫に収容された。3070編成は、2月6日以降、同様に神戸高速線側に孤立した5000系5018編成、5022編成、阪神電鉄5131形2編成とともに再開した新開地駅 - 阪神三宮駅間の運行に使用されることとなった。孤立区間の山陽車3編成の列車検査は高速神戸で、月検査は新開地駅 - 高速神戸駅間の上り線に新設された簡易ピットで終電後の深夜に、それぞれ実施された。乗務員、検車係員の派遣や交換部品の補給にも困難を伴いながらの対応となった。
その後、運行区間の東限は、2月20日に岩屋駅、3月1日に西灘駅、6月26日には大石駅まで延伸し、阪急六甲駅への乗入れも再開されたものの、神戸高速線大開駅付近の開通には8月13日までの期間を要したため、それまで山陽電鉄の3編成は車両基地に戻ることができず、約半年間にわたって孤立状態での運用が続けられた。

## 運用
特急から普通まで幅広く運用されていたが、2001年のダイヤ改正以降は普通（3両・4両編成）を主体にS特急（4両編成）でも運用されている。運転区間は姫路駅 - 阪急神戸三宮駅・阪神神戸三宮駅（回送運転として阪神大石駅まで）間である。網干線では1995年よりワンマン運転を行っている。
特急運用終了後も、運行トラブル等の場合は車両交換の上で直通特急として代走することがある。また、4両編成は付随車1両を外した3両編成で運用する例もある。

## 廃車

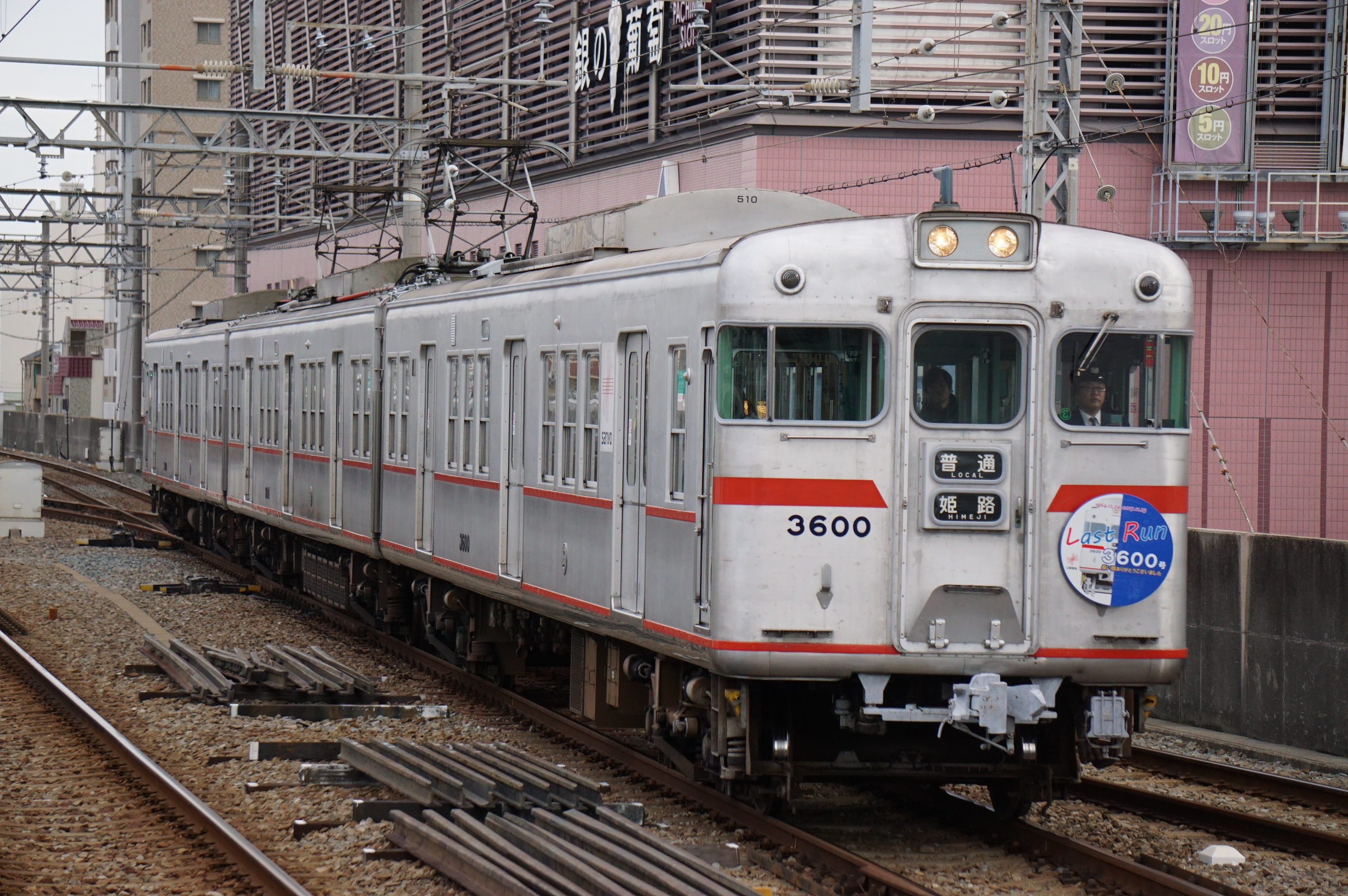
ラストランのヘッドマークを付けた3000F(山陽明石駅)

3550形の2000系編入車のうち、3552は1985年に、3551は1989年にそれぞれ廃車となった。1998年には3553・3554・3558の3両が冷房車で初の廃車となり、その後も3両が残っていたが、2003年までに廃車となった。2003年（平成15年）以降、4連運用の減少により2300系編入車も2004年度（平成16年度）までに全車廃車され、3550形は形式消滅した。この廃車により、山陽電鉄の営業車両から片引き扉の車両は全廃となった。
その後2010年（平成22年）には新造車では初の廃車が発生し、同年6月30日付で3500形3507・3508が廃車となっている。
3000系は2016年に登場した6000系による代替対象となり、2016年度には3000系で初の編成単位の廃車が発生した。初期アルミ車3002編成と鋼製車3022編成の3両編成2本が2017年1月1日付で廃車となったが、3022編成は廃車前に別編成の3600形と差し替えられた。
2017年5月、3004編成と3200系3200編成が引退記念ヘッドマークを掲出して5月31日まで運行し、同年10月1日付で廃車となった。
トップナンバーの初期アルミ車3000編成は、11月22日で定期運行が終了となり、定期運行終了翌日の11月23日に引退記念の団体専用列車として、姫路→明石→東二見で最終運行を行った。3000編成は2017年12月31日付で廃車、初期アルミ車は3500形の2両 (3500、3501) を残すのみとなった。
2017年12月に6000系が3編成増備されたことにより、3024編成と3202編成が2018年1月31日に、3204編成が2018年2月28日に営業運転を終了した。これら3編成は2018年3月31日付で廃車となっている。3204編成の引退に伴い、3200形新造車と、全車集中冷房かつリニューアル未施工の編成が消滅した。
2019年、6000系の6008・6009編成の2編成の導入に伴い、3200系の3206・3208編成が2019年2月28日で営業運転を終了し、3200系が定期運行から撤退した。3200系の本線運用は、3206編成により同年3月2日に運行された団体列車が最後となった。
3000系未更新車で最後の定期検査は3030編成となり、同時に旧塗装へ復刻された。
6000系4両編成の投入に伴い、3050系3052編成は2019年7月5日を以って営業運転を終了した。同編成は3050系初の廃車となった。続いて、3050・3054編成の4連2本も同年12月16日に営業運転を終了したため、3050系からは金属ばね台車の車両が消滅した。
また、6000系の直通特急運用に伴い3両化されている3032編成が2020年9月30日に営業運転を終了した。2021年には6014編成4連と6015・6016編成3連が導入されたため、3026編成が同年4月28日、旧塗装復刻の3030編成が5月21日（6月26日に貸切列車を運転）、3028編成が6月8日にそれぞれ営業運転を終了した。これら3本は2021年6月30日付で廃車されている。
2022年には老朽化のため3100編成に組成されていた3619号車が同年5月5日に営業運転を終了した。その後、アルミ車2両(3100-3101)は3070編成の西代寄り2両(3070-3071)と車両交換した。その後、3071号車は電装を解除し、3078編成の3501号車と振り替えられた。3501・3619の2両は2023年6月30日付で廃車となっている。
また、2022年12月のダイヤ改正で3連運用の増加に対応するため3076編成が3500を脱車し3連化、抜き取られた3500は同年12月29日付で廃車となっている。

## 保存

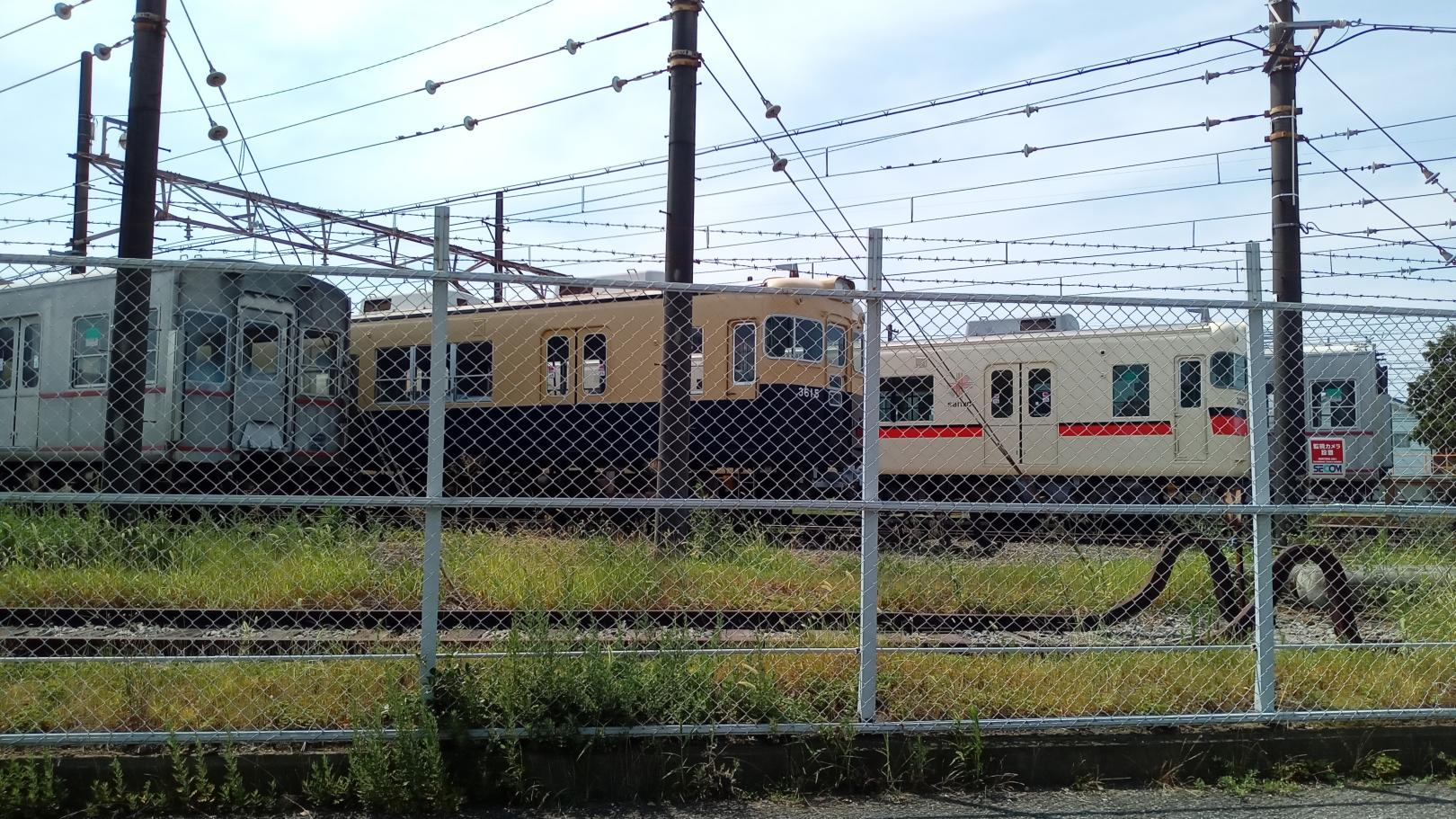
左から3000号車、3030編成、3062編成、3003号車（東二見車庫）

2022年現在、東二見車庫に3000号車が保存されているほか、3003号車が同車庫にて倉庫代用として使われている。

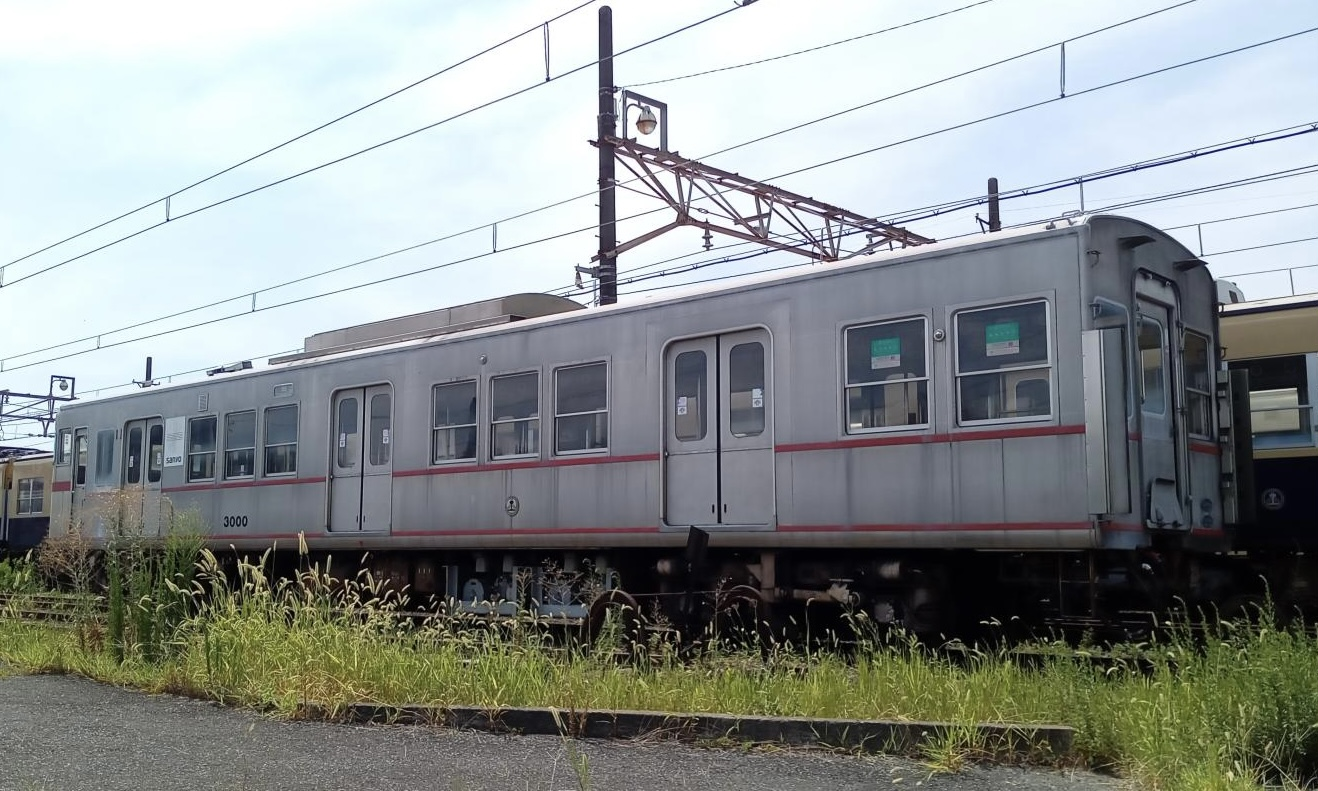
保存されている3000号車
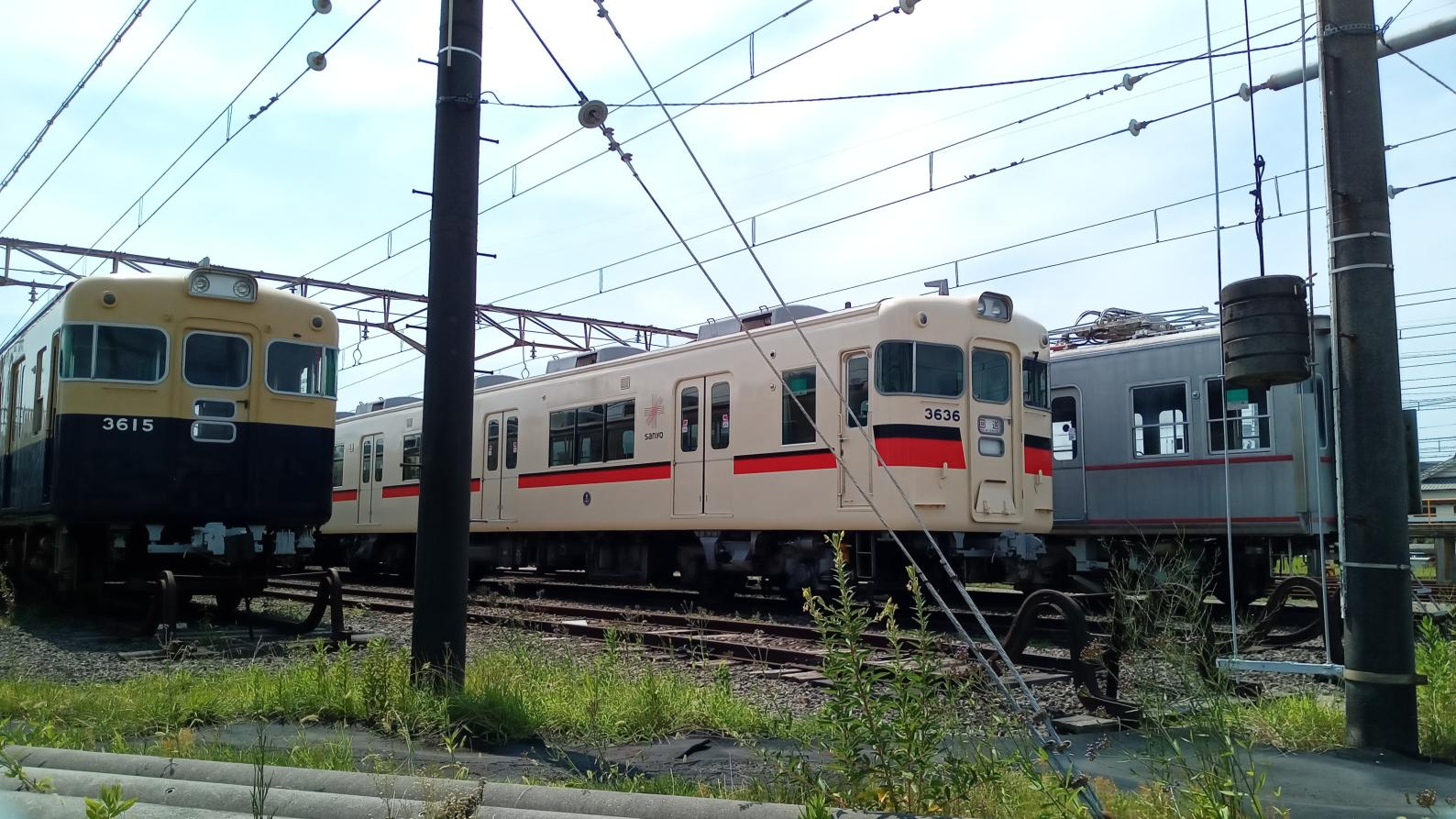
運用離脱後も残されている3030編成（左）、東二見車庫で休む3062編成（中）、倉庫代用として使われている3003号車（右）

## 編成表
- 車番の*はアルミ車。
- 太字は固定クロスシート車。

### 2016年
2016年4月1日現在。編成単位の廃車開始前。
| ← 神戸三宮山陽姫路 → | ← 神戸三宮山陽姫路 → | ← 神戸三宮山陽姫路 → | ← 神戸三宮山陽姫路 → | 備考           |
| Mc                   | M                    | T                    | Tc                   |                |
| 3022                 | 3023                 | 3502                 | 3611                 |                |
| 3030                 | 3031                 | 3505                 | 3615                 |                |
| Mc                   | M                    | T                    | Tc                   |                |
| 3050                 | 3051                 | 3530                 | 3630                 |                |
| 3052                 | 3053                 | 3531                 | 3631                 |                |
| 3054                 | 3055                 | 3532                 | 3632                 |                |
| 3056                 | 3057                 | 3533                 | 3633                 | リニューアル車 |
| 3058                 | 3059                 | 3534                 | 3634                 | リニューアル車 |
| 3066*                | 3067*                | 3538*                | 3638                 |                |
| 3068*                | 3069*                | 3539*                | 3639*                |                |
| 3070*                | 3071*                | 3540*                | 3640*                |                |
| 3072*                | 3073*                | 3541*                | 3641*                |                |
| 3074*                | 3075*                | 3542*                | 3642*                |                |
| Mc                   | M                    | T                    | Tc                   |                |
| 3060                 | 3061                 | 3506                 | 3635                 | リニューアル車 |
| 3062                 | 3063                 | 3504                 | 3636                 | リニューアル車 |
| 3064                 | 3065                 | 3503                 | 3637                 | リニューアル車 |
| 3076*                | 3077*                | 3500*                | 3643*                |                |
| 3078*                | 3079*                | 3501*                | 3644*                |                |

| ← 神戸三宮山陽姫路 → | ← 神戸三宮山陽姫路 → | ← 神戸三宮山陽姫路 → | 備考                     |
| Mc                   | M                    | Tc                   |                          |
| 3000*                | 3001*                | 3600*                | 2015年から前面細帯復刻車 |
| 3002*                | 3003*                | 3601*                |                          |
| 3004                 | 3005                 | 3602                 |                          |
| 3006                 | 3007                 | 3603                 | リニューアル車           |
| 3008                 | 3009                 | 3604                 | リニューアル車           |
| 3012                 | 3013                 | 3606                 | リニューアル車           |
| 3014                 | 3015                 | 3607                 | リニューアル車           |
| 3016                 | 3017                 | 3608                 | リニューアル車           |
| 3018                 | 3019                 | 3609                 | リニューアル車           |
| 3020                 | 3021                 | 3610                 | リニューアル車           |
| 3024                 | 3025                 | 3612                 |                          |
| 3026                 | 3027                 | 3613                 |                          |
| 3028                 | 3029                 | 3614                 |                          |
| 3032                 | 3033                 | 3616                 |                          |
| Mc                   | M                    | Tc                   |                          |
| 3100*                | 3101*                | 3619                 |                          |
| Mc                   | M                    | Tc                   |                          |
| 3200                 | 3201                 | 3620                 |                          |
| 3202                 | 3203                 | 3621                 |                          |
| 3204                 | 3205                 | 3622                 |                          |
| 3206                 | 3207                 | 3617                 |                          |
| 3208                 | 3209                 | 3618                 |                          |
| 3210                 | 3211                 | 3605                 | リニューアル車           |

### 2018年
2018年4月1日現在。
| ← 神戸三宮山陽姫路 → | ← 神戸三宮山陽姫路 → | ← 神戸三宮山陽姫路 → | ← 神戸三宮山陽姫路 → | 備考                         |
| Mc                   | M                    | T                    | Tc                   |                              |
| 3030                 | 3031                 | 3505                 | 3615                 | 2019年7月から復刻塗装車      |
| 3032                 | 3033                 | 3502                 | 3611                 | 3502・3611は3022編成から編入 |
| Mc                   | M                    | T                    | Tc                   |                              |
| 3050                 | 3051                 | 3530                 | 3630                 |                              |
| 3052                 | 3053                 | 3531                 | 3631                 |                              |
| 3054                 | 3055                 | 3532                 | 3632                 |                              |
| 3056                 | 3057                 | 3533                 | 3633                 | リニューアル車               |
| 3058                 | 3059                 | 3534                 | 3634                 | リニューアル車               |
| 3066*                | 3067*                | 3538*                | 3638                 |                              |
| 3068*                | 3069*                | 3539*                | 3639*                |                              |
| 3070*                | 3071*                | 3540*                | 3640*                |                              |
| 3072*                | 3073*                | 3541*                | 3641*                |                              |
| 3074*                | 3075*                | 3542*                | 3642*                |                              |
| Mc                   | M                    | T                    | Tc                   |                              |
| 3060                 | 3061                 | 3506                 | 3635                 | リニューアル車               |
| 3062                 | 3063                 | 3504                 | 3636                 | リニューアル車               |
| 3064                 | 3065                 | 3503                 | 3637                 | リニューアル車               |
| 3076*                | 3077*                | 3500*                | 3643*                |                              |
| 3078*                | 3079*                | 3501*                | 3644*                |                              |

| ← 神戸三宮山陽姫路 → | ← 神戸三宮山陽姫路 → | ← 神戸三宮山陽姫路 → | 備考                                           |
| Mc                   | M                    | Tc                   |                                                |
| 3006                 | 3007                 | 3603                 | リニューアル車                                 |
| 3008                 | 3009                 | 3604                 | リニューアル車                                 |
| 3010                 | 3011                 | 3605                 | リニューアル車、2017年に3210編成から編入、改番 |
| 3012                 | 3013                 | 3606                 | リニューアル車                                 |
| 3014                 | 3015                 | 3607                 | リニューアル車                                 |
| 3016                 | 3017                 | 3608                 | リニューアル車                                 |
| 3018                 | 3019                 | 3609                 | リニューアル車                                 |
| 3020                 | 3021                 | 3610                 | リニューアル車                                 |
| 3026                 | 3027                 | 3613                 |                                                |
| 3028                 | 3029                 | 3614                 |                                                |
| Mc                   | M                    | Tc                   |                                                |
| 3100*                | 3101*                | 3619                 |                                                |
| Mc                   | M                    | Tc                   |                                                |
| 3206                 | 3207                 | 3617                 |                                                |
| 3208                 | 3209                 | 3618                 |                                                |

### 2022年
2022年4月1日現在。
| ← 神戸三宮山陽姫路 → | ← 神戸三宮山陽姫路 → | ← 神戸三宮山陽姫路 → | ← 神戸三宮山陽姫路 → | 備考           |
| Mc                   | M                    | T                    | Tc                   |                |
| 3056                 | 3057                 | 3533                 | 3633                 | リニューアル車 |
| 3058                 | 3059                 | 3534                 | 3634                 | リニューアル車 |
| 3066*                | 3067*                | 3538*                | 3638                 |                |
| 3068*                | 3069*                | 3539*                | 3639*                |                |
| 3070*                | 3071*                | 3540*                | 3640*                |                |
| 3072*                | 3073*                | 3541*                | 3641*                |                |
| 3074*                | 3075*                | 3542*                | 3642*                |                |
| Mc                   | M                    | T                    | Tc                   |                |
| 3060                 | 3061                 | 3506                 | 3635                 | リニューアル車 |
| 3062                 | 3063                 | 3504                 | 3636                 | リニューアル車 |
| 3064                 | 3065                 | 3503                 | 3637                 | リニューアル車 |
| 3076*                | 3077*                | 3500*                | 3643*                |                |
| 3078*                | 3079*                | 3501*                | 3644*                |                |

| ← 神戸三宮山陽姫路 → | ← 神戸三宮山陽姫路 → | ← 神戸三宮山陽姫路 → | 備考           |
| Mc                   | M                    | Tc                   |                |
| 3006                 | 3007                 | 3603                 | リニューアル車 |
| 3008                 | 3009                 | 3604                 | リニューアル車 |
| 3010                 | 3011                 | 3605                 | リニューアル車 |
| 3012                 | 3013                 | 3606                 | リニューアル車 |
| 3014                 | 3015                 | 3607                 | リニューアル車 |
| 3016                 | 3017                 | 3608                 | リニューアル車 |
| 3018                 | 3019                 | 3609                 | リニューアル車 |
| 3020                 | 3021                 | 3610                 | リニューアル車 |
| 3100*                | 3101*                | 3619                 |                |

### 2024年
2024年4月1日現在。
| ← 神戸三宮山陽姫路 → | ← 神戸三宮山陽姫路 → | ← 神戸三宮山陽姫路 → | ← 神戸三宮山陽姫路 → | 備考                        |
| Mc                   | M                    | T                    | Tc                   |                             |
| 3056                 | 3057                 | 3533                 | 3633                 | リニューアル車              |
| 3058                 | 3059                 | 3534                 | 3634                 | リニューアル車              |
| 3066*                | 3067*                | 3538*                | 3638                 |                             |
| 3068*                | 3069*                | 3539*                | 3639*                | 2024年3月6日更新竣工        |
| 3072*                | 3073*                | 3541*                | 3641*                | 2023年8月21日更新竣工       |
| 3074*                | 3075*                | 3542*                | 3642*                |                             |
| 3078*                | 3079*                | 3071*                | 3644*                | 2022年7月3501脱車・3071組込 |
| 3100*                | 3101*                | 3540*                | 3640*                | 2022年5月組成               |
| 3070*                |                      |                      |                      | 休車                        |
| Mc                   | M                    | T                    | Tc                   |                             |
| 3060                 | 3061                 | 3506                 | 3635                 | リニューアル車              |
| 3062                 | 3063                 | 3504                 | 3636                 | リニューアル車              |
| 3064                 | 3065                 | 3503                 | 3637                 | リニューアル車              |

| ← 神戸三宮山陽姫路 → | ← 神戸三宮山陽姫路 → | ← 神戸三宮山陽姫路 → | 備考               |
| Mc                   | M                    | Tc                   |                    |
| 3006                 | 3007                 | 3603                 | リニューアル車     |
| 3008                 | 3009                 | 3604                 | リニューアル車     |
| 3010                 | 3011                 | 3605                 | リニューアル車     |
| 3012                 | 3013                 | 3606                 | リニューアル車     |
| 3014                 | 3015                 | 3607                 | リニューアル車     |
| 3016                 | 3017                 | 3608                 | リニューアル車     |
| 3018                 | 3019                 | 3609                 | リニューアル車     |
| 3020                 | 3021                 | 3610                 | リニューアル車     |
| 3076*                | 3077*                | 3643*                | 2022年12月3500脱車 |